# Eragrostis
Genre
Classification APG II (2003)
Eragrostis (éragrostide) est un genre de plantes monocotylédones de la famille des Poaceae (graminées), sous-famille des Chloridoideae, à répartition cosmopolite. Le genre comprend environ 350 espèces.
Ce sont des plantes herbacées, rarement ligneuses, généralement annuelles, certaines vivaces, poussant en touffes (plantes cespiteuses), qui croissent dans les zones perturbées et les habitats ouverts sur sols pauvres ou sablonneux. Sur le plan physiologique, ce sont des plantes à photosynthèse en C4.
Le nombre chromosomique de base est x=10, certaines espèces étant di-, tétra-, penta-, hexa-, octo- ou décaploïdes (2n = 20, 40, 50, 60, 80 et 100 respectivement).
De nombreuses espèces sont des mauvaises herbes des cultures, certaines, généralement présentes dans des pâturages naturels, parfois cultivées à cet effet, servent à nourrir le bétail ; elles donnent généralement un fourrage de faible qualité. Une espèce, le teff (Eragrostis tef) est cultivée en Éthiopie où elle fournit une aliment de base pour l'alimentation humaine. 
D'autres espèces sont consommées aussi par l'homme en période de disette (aliment de famine), notamment Eragrostis clelandii et Eragrostis tremula, respectivement en Australie et au Tchad.

## Galerie

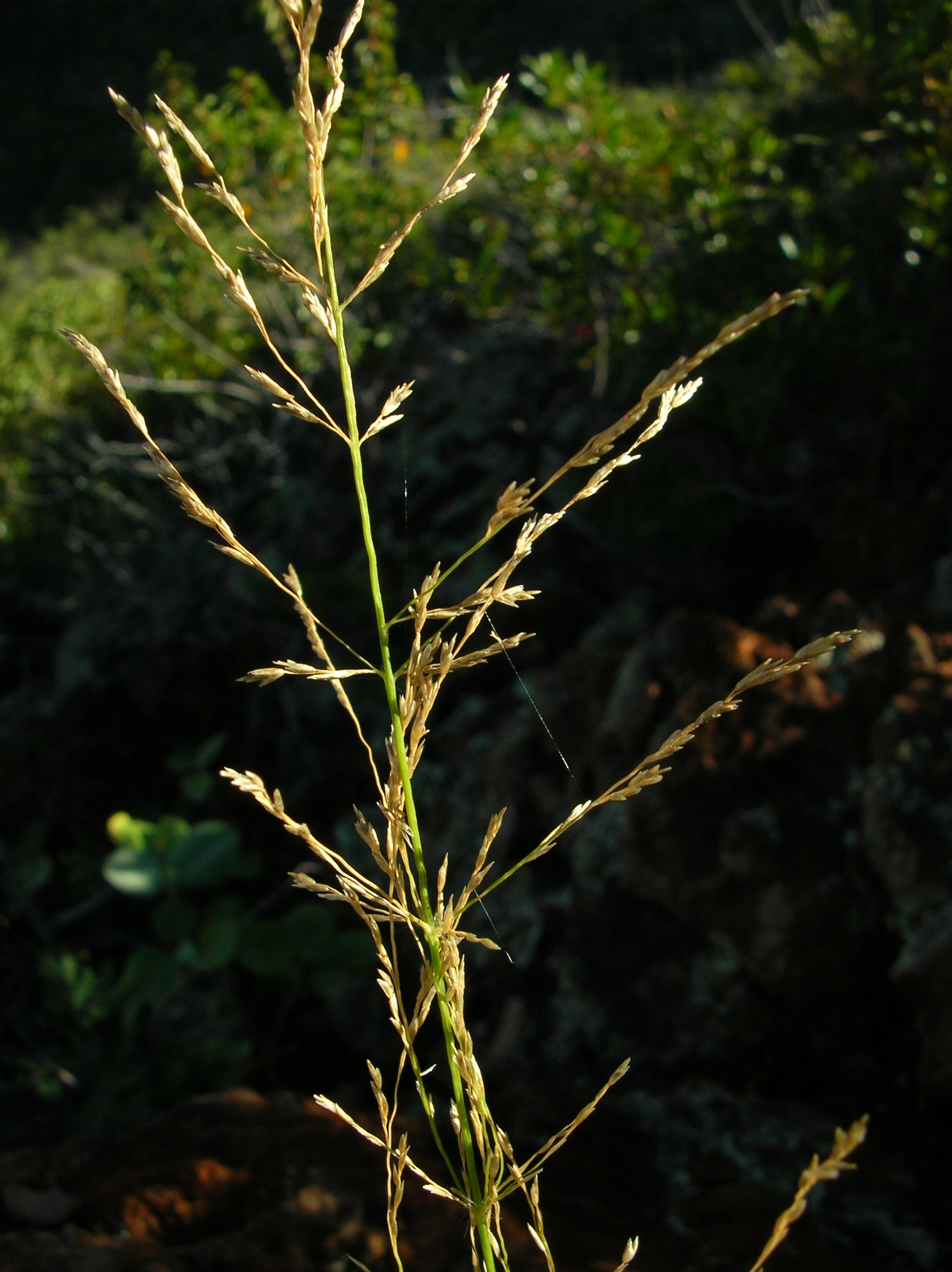
Fleurs d'Eragrostis atropioides
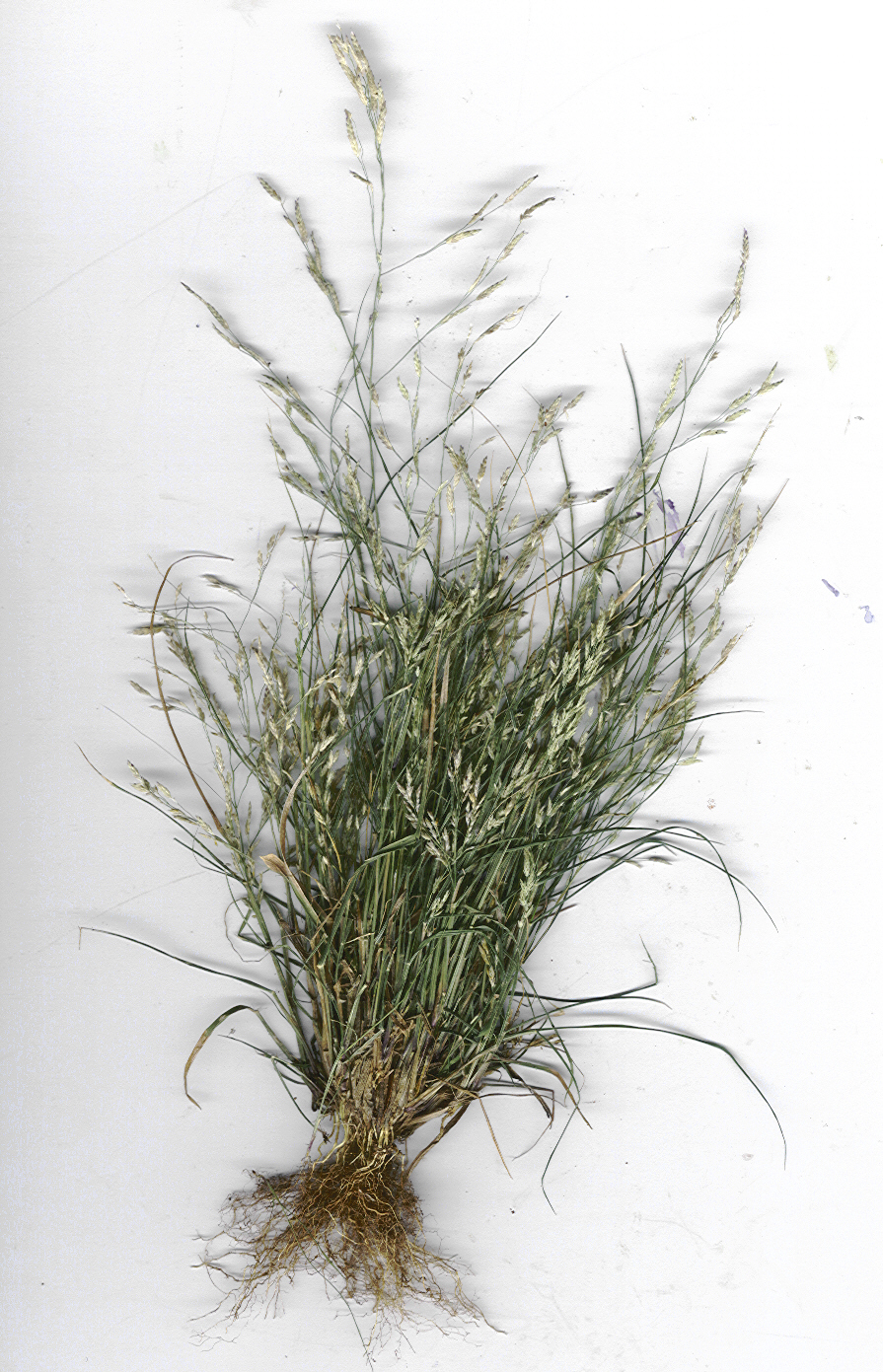
Eragrostis pectinacea
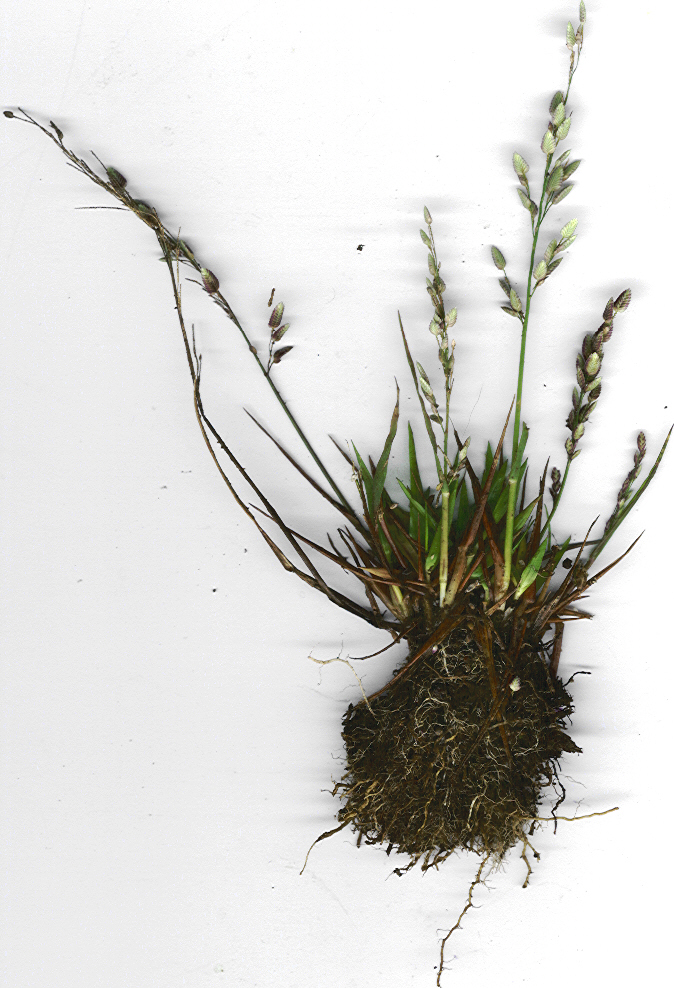
Eragrostis unioloides
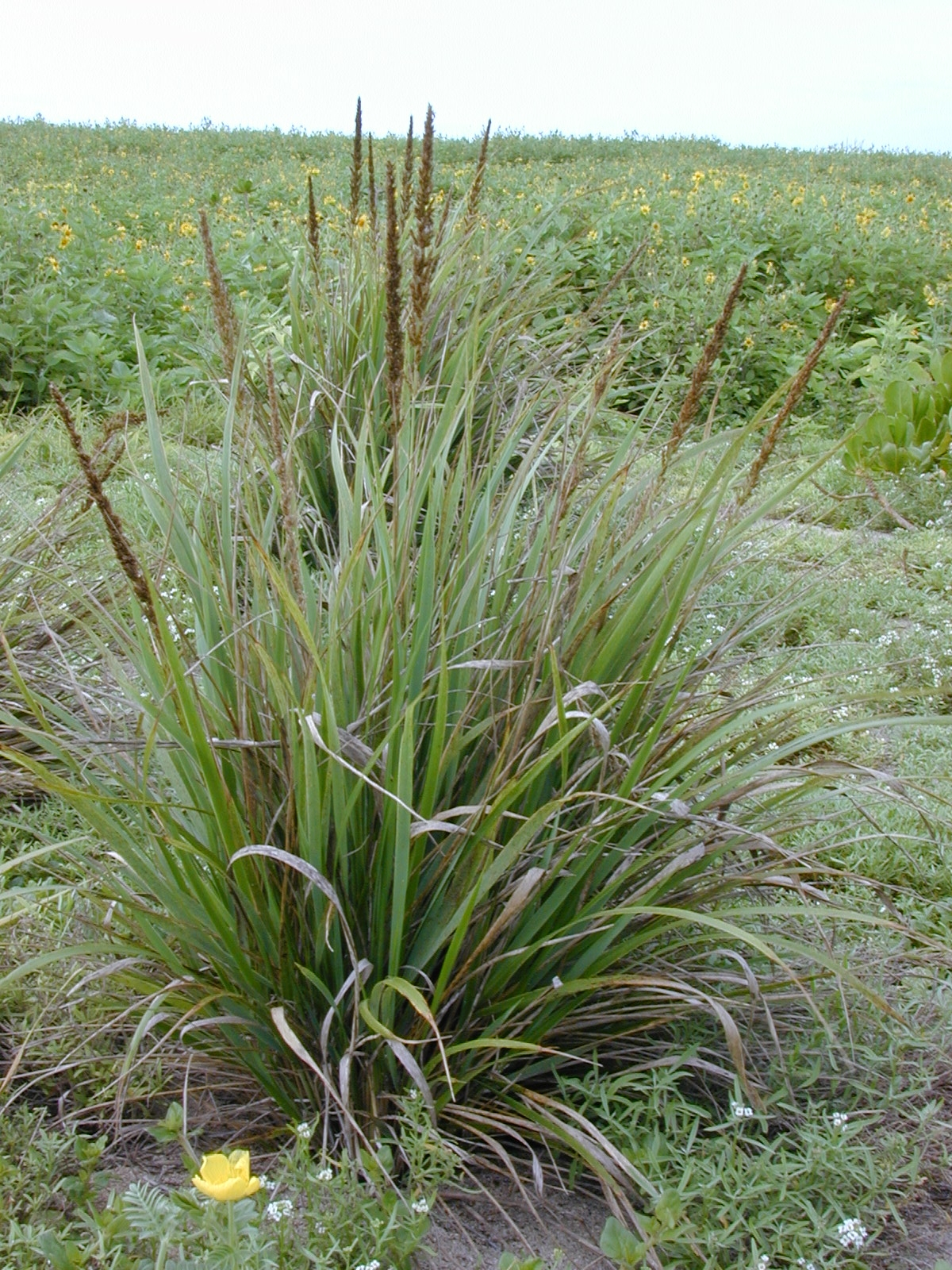
Eragrostis variabilis
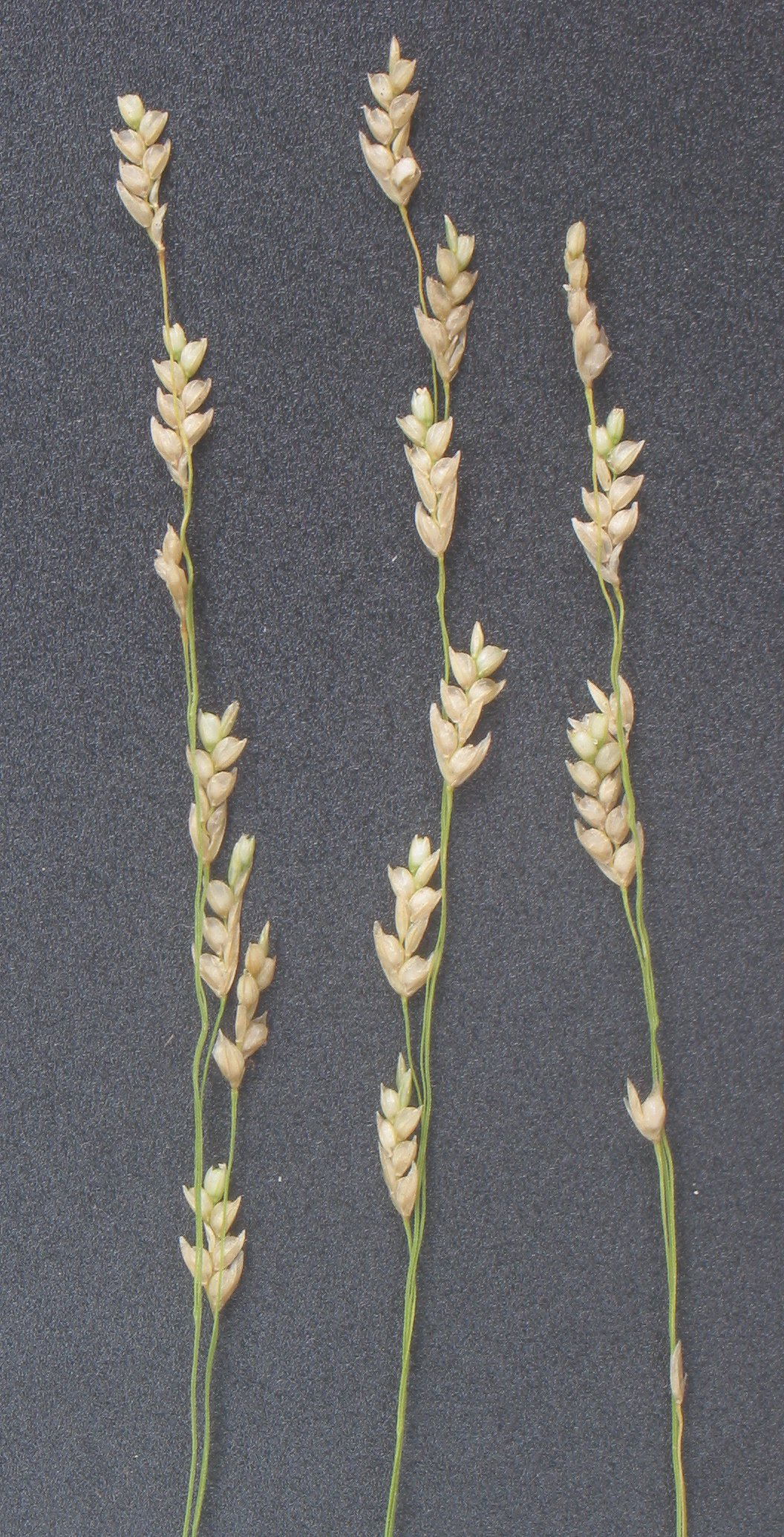
Teff

## Taxinomie

### Liste d'espèces
Selon Catalogue of Life (9 juin 2016) :
- Eragrostis acamptoclada Cope
- Eragrostis acraea De Winter
- Eragrostis acutiflora (Kunth) Nees
- Eragrostis acutiglumis Parodi
- Eragrostis advena (Stapf) S.M.Phillips
- Eragrostis aegyptiaca (Willd.) Delile
- Eragrostis aethiopica Chiov.
- Eragrostis airoides Nees
- Eragrostis alopecuroides Balansa
- Eragrostis alta Keng
- Eragrostis alveiformis Lazarides
- Eragrostis amabilis (L.) Wight & Arn.
- Eragrostis amanda Clayton
- Eragrostis ambleia Clayton
- Eragrostis ambohibengensis A.Camus
- Eragrostis ambositrensis A.Camus
- Eragrostis ambrensis A.Camus
- Eragrostis amurensis Prob.
- Eragrostis anacrantha Cope
- Eragrostis anacranthoides Cope
- Eragrostis ancashensis P.M.Peterson, Refulio & Tovar
- Eragrostis andicola R.E.Fr.
- Eragrostis annulata Rendle ex Scott-Elliot
- Eragrostis apiculata Döll
- Eragrostis aquatica Honda
- Eragrostis arenicola C.E.Hubb.
- Eragrostis aristata De Winter
- Eragrostis aristiglumis Kabuye
- Eragrostis articulata (Schrank) Nees
- Eragrostis aspera (Jacq.) Nees
- Eragrostis astrepta S.M.Phillips
- Eragrostis astreptoclada Cope
- Eragrostis atropioides Hildebr.
- Eragrostis atrovirens (Desf.) Trin. ex Steud.
- Eragrostis attenuata Hitchc.
- Eragrostis aurorae Launert
- Eragrostis australasica (Steud.) C.E.Hubb.
- Eragrostis autumnalis Keng
- Eragrostis bahamensis Hitchc.
- Eragrostis bahiensis Schult.
- Eragrostis balgooyi Veldkamp
- Eragrostis barbinodis Hack.
- Eragrostis barbulata Stapf
- Eragrostis barrelieri Daveau
- Eragrostis barteri C.E.Hubb.
- Eragrostis basedowii Jedwabn.
- Eragrostis bemarivensis A.Camus
- Eragrostis bergiana (Kunth) Trin.
- Eragrostis berteroniana (Schult.) Steud.
- Eragrostis betsileensis A.Camus
- Eragrostis bicolor Nees
- Eragrostis biflora Hack.
- Eragrostis blepharostachya K.Schum.
- Eragrostis boinensis A.Camus
- Eragrostis boivinii Steud.
- Eragrostis boriana Launert
- Eragrostis botryodes Clayton
- Eragrostis brainii (Stent) Launert
- Eragrostis braunii Schweinf.
- Eragrostis brizantha Nees
- Eragrostis brownii (Kunth) Nees
- Eragrostis burmanica Bor
- Eragrostis caesia Stapf
- Eragrostis caespitosa Chiov.
- Eragrostis camerunensis Clayton
- Eragrostis canescens C.E.Hubb.
- Eragrostis caniflora Rendle
- Eragrostis capensis (Thunb.) Trin.
- Eragrostis capillaris (L.) Nees
- Eragrostis capitula Lazarides
- Eragrostis capitulifera Chiov.
- Eragrostis capuronii A.Camus
- Eragrostis cassa Lazarides
- Eragrostis castellaneana Buscal. & Muschl.
- Eragrostis cataclasta Nicora
- Eragrostis cenolepis Clayton
- Eragrostis chabouisii Bosser
- Eragrostis chalarothyrsos C.E.Hubb.
- Eragrostis chapelieri (Kunth) Nees
- Eragrostis chiquitaniensis Killeen
- Eragrostis cilianensis (All.) Janch.
- Eragrostis ciliaris (L.) R.Br.
- Eragrostis ciliata (Roxb.) Nees
- Eragrostis cimicina Launert
- Eragrostis coarctata Stapf
- Eragrostis collina Trin.
- Eragrostis comptonii De Winter
- Eragrostis concinna (R.Br.) Steud.
- Eragrostis condensata (J.Presl) Steud.
- Eragrostis conertii Lobin
- Eragrostis confertiflora J.M.Black
- Eragrostis congesta Oliv.
- Eragrostis conrathii (Hack.) S.M.Phillips
- Eragrostis contrerasii R.W.Pohl
- Eragrostis crassinervis Hack.
- Eragrostis crateriformis Lazarides
- Eragrostis cubensis Hitchc.
- Eragrostis cumingii Steud.
- Eragrostis curtipedicellata Buckley
- Eragrostis curvula (Schrad.) Nees
- Eragrostis cylindrica (Roxb.) Arn.
- Eragrostis cylindriflora Hochst.
- Eragrostis dayanandanii Ravich., Krishnan & N.P.Samson
- Eragrostis deccanensis Bor
- Eragrostis decumbens Renvoize
- Eragrostis deflexa Hitchc.
- Eragrostis dentifera Launert
- Eragrostis desertorum Domin
- Eragrostis desolata Launert
- Eragrostis dielsii Pilg.
- Eragrostis dinteri Stapf
- Eragrostis divaricata Cope
- Eragrostis duricaulis B.S.Sun & S.Wang
- Eragrostis dyskritos Lasut
- Eragrostis ecarinata Lazarides
- Eragrostis echinochloidea Stapf
- Eragrostis egregia Clayton
- Eragrostis elatior Stapf
- Eragrostis elegantissima Chiov.
- Eragrostis elliottii (Elliott) S.Watson
- Eragrostis elongata (Willd.) J.Jacq.
- Eragrostis episcopulus Lambdon, Darlow, Clubbe & Cope
- Eragrostis eriopoda Benth.
- Eragrostis erosa Scribn. ex Beal
- Eragrostis exasperata Peter
- Eragrostis excelsa Griseb.
- Eragrostis exelliana Launert
- Eragrostis exigua Lazarides
- Eragrostis falcata (Gaudich.) Steud.
- Eragrostis fallax Lazarides
- Eragrostis fastigiata Cope
- Eragrostis fauriei Ohwi
- Eragrostis fenshamii B.K.Simon
- Eragrostis ferruginea (Thunb.) P.Beauv.
- Eragrostis filicaulis Lazarides
- Eragrostis fimbrillata Cope
- Eragrostis flavicans Rendle
- Eragrostis fosbergii Whitney
- Eragrostis frankii Steud.
- Eragrostis friesii Pilg.
- Eragrostis gangetica (Roxb.) Steud.
- Eragrostis georgii A.Chev.
- Eragrostis glandulosipedata De Winter
- Eragrostis glischra Launert
- Eragrostis gloeodes Ekman
- Eragrostis gloeophylla S.M.Phillips
- Eragrostis glutinosa (Sw.) Trin.
- Eragrostis grandis Hildebr.
- Eragrostis guatemalensis Withersp.
- Eragrostis guianensis Hitchc.
- Eragrostis gummiflua Nees
- Eragrostis habrantha Rendle
- Eragrostis hainanensis L.C.Chia
- Eragrostis heteromera Stapf
- Eragrostis hierniana Rendle
- Eragrostis hildebrandtii Jedwabn.
- Eragrostis hirsuta (Michx.) Nees
- Eragrostis hirta E.Fourn.
- Eragrostis hirticaulis Lazarides
- Eragrostis hispida K.Schum.
- Eragrostis homblei De Wild.
- Eragrostis homomalla Nees
- Eragrostis hondurensis R.W.Pohl
- Eragrostis hugoniana Rendle
- Eragrostis humbertii A.Camus
- Eragrostis humidicola Napper
- Eragrostis humifusa C.Cordem.
- Eragrostis hypnoides (Lam.) Britton, Sterns & Poggenb.
- Eragrostis inamoena K.Schum.
- Eragrostis incrassata Cope
- Eragrostis infecunda J.M.Black
- Eragrostis intermedia Hitchc.
- Eragrostis interrupta P.Beauv.
- Eragrostis invalida Pilg.
- Eragrostis jacobsiana B.K.Simon
- Eragrostis japonica (Thunb.) Trin.
- Eragrostis jerichoensis B.K.Simon
- Eragrostis kennedyae F.Turner
- Eragrostis kingesii De Winter
- Eragrostis kohorica Quézel
- Eragrostis kuchariana S.M.Phillips
- Eragrostis kuschelii Skottsb.
- Eragrostis lacunaria F.Muell.
- Eragrostis laevissima Hack.
- Eragrostis lanicaulis Lazarides
- Eragrostis laniflora Benth.
- Eragrostis lanipes C.E.Hubb.
- Eragrostis lappula Nees
- Eragrostis lasseri Luces
- Eragrostis lateritica Bosser
- Eragrostis latifolia Cope
- Eragrostis leersiiformis Launert
- Eragrostis lehmanniana Nees
- Eragrostis lepida (A.Rich.) Hochst. ex Steud.
- Eragrostis lepidobasis Cope
- Eragrostis leptocarpa Benth.
- Eragrostis leptophylla Hitchc.
- Eragrostis leptostachya (R.Br.) Steud.
- Eragrostis leptotricha Cope
- Eragrostis leucosticta Nees ex Döll
- Eragrostis lichiangensis Jedwabn.
- Eragrostis lingulata Clayton
- Eragrostis longifolia (A.Rich.) Hochst. ex Steud.
- Eragrostis longipedicellata B.K.Simon
- Eragrostis longiramea Swallen
- Eragrostis lugens Nees
- Eragrostis lurida J.Presl
- Eragrostis lutensis Cope
- Eragrostis lutescens Scribn.
- Eragrostis macilenta (A.Rich.) Steud.
- Eragrostis macrochlamys Pilg.
- Eragrostis macrothyrsa Hack.
- Eragrostis maderaspatana Bor
- Eragrostis magna Hitchc.
- Eragrostis mahrana Schweinf.
- Eragrostis majungensis A.Camus
- Eragrostis mandrarensis A.Camus
- Eragrostis mariae Launert
- Eragrostis mauiensis Hitchc.
- Eragrostis maypurensis (Kunth) Steud.
- Eragrostis megalosperma F.Muell. ex Benth.
- Eragrostis membranacea Hack.
- Eragrostis mexicana (Hornem.) Link
- Eragrostis micrantha Hack.
- Eragrostis microcarpa Vickery
- Eragrostis microsperma Rendle
- Eragrostis mildbraedii Pilg.
- Eragrostis milnei Launert ex Cope
- Eragrostis minor Host
- Eragrostis moggii De Winter
- Eragrostis mokensis Pilg.
- Eragrostis mollior Pilg.
- Eragrostis montana Balansa
- Eragrostis monticola (Gaudich.) Hildebr.
- Eragrostis montufarii (Kunth) Steud.
- Eragrostis muerensis Pilg.
- Eragrostis multicaulis Steud.
- Eragrostis multiflora Trin.
- Eragrostis neesii Trin.
- Eragrostis nigra Nees ex Steud.
- Eragrostis nigricans (Kunth) Steud.
- Eragrostis nindensis Ficalho & Hiern
- Eragrostis nutans (Retz.) Nees ex Steud.
- Eragrostis obtusa Munro ex Ficalho & Hiern
- Eragrostis obtusiflora (E.Fourn. ex Hemsl.) Scribn.
- Eragrostis olida Lazarides
- Eragrostis oligostachya Cope
- Eragrostis olivacea K.Schum.
- Eragrostis omahekensis De Winter
- Eragrostis oreophila L.H.Harv.
- Eragrostis orthoclada Hack.
- Eragrostis pallens Hack.
- Eragrostis palmeri S.Watson
- Eragrostis palustris Zon
- Eragrostis paniciformis (A.Braun) Steud.
- Eragrostis papposa (Roem. & Schult.) Steud.
- Eragrostis paradoxa Launert
- Eragrostis parviflora (R.Br.) Trin.
- Eragrostis pascua S.M.Phillips
- Eragrostis pastoensis (Kunth) Trin.
- Eragrostis patens Oliv.
- Eragrostis patentipilosa Hack.
- Eragrostis patentissima Hack.
- Eragrostis patula (Kunth) Steud.
- Eragrostis paupera Jedwabn.
- Eragrostis pectinacea (Michx.) Nees
- Eragrostis perbella K.Schum.
- Eragrostis perennans Keng
- Eragrostis perennis Döll
- Eragrostis pergracilis S.T.Blake
- Eragrostis perplexa L.H.Harv.
- Eragrostis perrieri A.Camus
- Eragrostis peruviana (Jacq.) Trin.
- Eragrostis petraea Lazarides
- Eragrostis petrensis Renvoize & Longhi-Wagner
- Eragrostis phyllacantha Cope
- Eragrostis pilgeri Fedde
- Eragrostis pilgeriana Dinter ex Pilg.
- Eragrostis pilosa (L.) P.Beauv.
- Eragrostis pilosissima Link
- Eragrostis pilosiuscula Ohwi
- Eragrostis plana Nees
- Eragrostis planiculmis Nees
- Eragrostis plumbea Scribn. ex Beal
- Eragrostis plurigluma C.E.Hubb.
- Eragrostis plurinodis Swallen
- Eragrostis pobeguinii C.E.Hubb.
- Eragrostis poculiformis Cope
- Eragrostis polytricha Nees
- Eragrostis porosa Nees
- Eragrostis potamophila Lazarides
- Eragrostis pringlei Mattei
- Eragrostis procumbens Nees
- Eragrostis prolifera (Sw.) Steud.
- Eragrostis propinqua Steud.
- Eragrostis psammophila S.M.Phillips
- Eragrostis pseudobtusa De Winter
- Eragrostis pseudopoa C.E.Hubb.
- Eragrostis pubescens (R.Br.) Steud.
- Eragrostis punctiglandulosa Cope
- Eragrostis purpurascens (Spreng.) Schult.
- Eragrostis pusilla Hack.
- Eragrostis pycnantha (Phil.) Parodi ex Nicora
- Eragrostis pycnostachys Clayton
- Eragrostis pygmaea De Winter
- Eragrostis racemosa (Thunb.) Steud.
- Eragrostis raynaliana Lebrun
- Eragrostis refracta (Muhl.) Scribn.
- Eragrostis rejuvenescens Rendle
- Eragrostis remotiflora De Winter
- Eragrostis reptans (Michx.) Nees
- Eragrostis retinens Hack. & Arechav.
- Eragrostis rigidiuscula Domin
- Eragrostis riobrancensis Judz. & P.M.Peterson
- Eragrostis riparia (Willd.) Nees
- Eragrostis rivalis H.Scholz
- Eragrostis rogersii C.E.Hubb.
- Eragrostis rojasii Hack.
- Eragrostis rotifer Rendle
- Eragrostis rottleri Stapf
- Eragrostis rufescens Schult.
- Eragrostis rufinerva L.C.Chia
- Eragrostis sabinae Launert
- Eragrostis sabulicola Pilger ex Jedwabn.
- Eragrostis sabulosa (Steud.) Schweick.
- Eragrostis sambiranensis A.Camus
- Eragrostis santapaui K.G.Bhat & Nagendran
- Eragrostis saresberiensis Launert
- Eragrostis sarmentosa (Thunb.) Trin.
- Eragrostis saxatilis Hemsl.
- Eragrostis scabriflora Swallen
- Eragrostis scaligera Steud.
- Eragrostis schultzii Benth.
- Eragrostis schweinfurthii Chiov.
- Eragrostis sclerantha Nees
- Eragrostis sclerophylla Trin.
- Eragrostis scopelophila Pilg.
- Eragrostis scotelliana Rendle
- Eragrostis secundiflora J.Presl
- Eragrostis seminuda Trin.
- Eragrostis sennii Chiov.
- Eragrostis sericata Cope
- Eragrostis sessilispica Buckley
- Eragrostis setifolia Nees
- Eragrostis setulifera Pilg.
- Eragrostis silveana Swallen
- Eragrostis simpliciflora (J.Presl) Steud.
- Eragrostis singuaensis Pilg.
- Eragrostis solida Nees
- Eragrostis soratensis Jedwabn.
- Eragrostis sororia Domin
- Eragrostis spartinoides Steud.
- Eragrostis speciosa (Roem. & Schult.) Steud.
- Eragrostis spectabilis (Pursh) Steud.
- Eragrostis spicata Vasey
- Eragrostis spicigera Cope
- Eragrostis squamata (Lam.) Steud.
- Eragrostis stagnalis Lazarides
- Eragrostis stapfii De Winter
- Eragrostis stenostachya (R.Br.) Steud.
- Eragrostis stenothyrsa Pilg.
- Eragrostis sterilis Domin
- Eragrostis stolonifera A.Camus
- Eragrostis subaequiglumis Renvoize
- Eragrostis subglandulosa Cope
- Eragrostis subsecunda (Lam.) E.Fourn.
- Eragrostis subtilis Lazarides
- Eragrostis superba Peyr.
- Eragrostis surreyana K.A.Sheph. & Trudgen
- Eragrostis swallenii Hitchc.
- Eragrostis sylviae Cope
- Eragrostis tef (Zuccagni) Trotter
- Eragrostis tenellula (Kunth) Steud.
- Eragrostis tephrosanthos Schult.
- Eragrostis terecaulis Renvoize
- Eragrostis theinlwinii Bor
- Eragrostis thollonii Franch.
- Eragrostis tincta S.M.Phillips
- Eragrostis trachyantha Cope
- Eragrostis trachycarpa (Benth.) Domin
- Eragrostis tracyi Hitchc.
- Eragrostis tremula Hochst. ex Steud.
- Eragrostis triangularis Henrard
- Eragrostis trichocolea Arechav.
- Eragrostis trichodes (Nutt.) Alph.Wood
- Eragrostis tridentata Cope
- Eragrostis trimucronata Napper
- Eragrostis triquetra Lazarides
- Eragrostis truncata Hack.
- Eragrostis turgida (Schumach.) De Wild.
- Eragrostis udawnensis Ohwi
- Eragrostis unioloides (Retz.) Nees ex Steud.
- Eragrostis urbaniana Hitchc.
- Eragrostis usambarensis Napper
- Eragrostis uvida Lazarides
- Eragrostis uzondoiensis Sánchez-Ken
- Eragrostis vacillans Rendle
- Eragrostis vallsiana Boechat & Longhi-Wagner
- Eragrostis variabilis (Gaudich.) Steud.
- Eragrostis variegata Welw. ex Rendle
- Eragrostis vatovae (Chiov.) S.M.Phillips
- Eragrostis venustula Cope
- Eragrostis vernix Boechat & Longhi-Wagner
- Eragrostis viguieri A.Camus
- Eragrostis virescens J.Presl
- Eragrostis viscosa (Retz.) Trin.
- Eragrostis volkensii Pilg.
- Eragrostis vulcanica Jedwabn.
- Eragrostis walteri Pilg.
- Eragrostis warburgii Hack.
- Eragrostis weberbaueri Pilg.
- Eragrostis welwitschii Rendle
- Eragrostis xerophila Domin
- Eragrostis zeylanica Nees & Meyen

Selon ITIS (9 juin 2016) :
- Eragrostis acutiflora (Kunth) Nees
- Eragrostis acutiglumis Parodi
- Eragrostis airoides Nees
- Eragrostis andicola R.E. Fr.
- Eragrostis apiculata Döll
- Eragrostis articulata (Schrank) Nees
- Eragrostis atropioides Hillebr.
- Eragrostis atrovirens (Desf.) Trin. ex Steud.
- Eragrostis attenuata Hitchc.
- Eragrostis bahamensis Hitchc.
- Eragrostis bahiensis Schrad. ex Schult.
- Eragrostis barrelieri Daveau
- Eragrostis berteroniana (Schult.) Steud.
- Eragrostis capillaris (L.) Nees
- Eragrostis cataclasta Nicora
- Eragrostis chiquitaniensis Killeen
- Eragrostis cilianensis (Bellardi) Vignolo ex Janch.
- Eragrostis ciliaris (L.) R. Br.
- Eragrostis condensata (J. Presl) Steud.
- Eragrostis contrerasii R.W. Pohl
- Eragrostis cubensis Hitchc.
- Eragrostis cumingii Steud.
- Eragrostis curtipedicellata Buckley
- Eragrostis curvula (Schrad.) Nees
- Eragrostis cylindriflora Hochst.
- Eragrostis deflexa Hitchc.
- Eragrostis echinochloidea Stapf
- Eragrostis elliottii S. Watson
- Eragrostis elongata (Willd.) J. Jacq.
- Eragrostis erosa Scribn. ex Beal
- Eragrostis excelsa Griseb.
- Eragrostis fosbergii Whitney
- Eragrostis frankii C.A. Mey. ex Steud.
- Eragrostis gangetica (Roxb.) Steud.
- Eragrostis glandulosa L.H. Harv.
- Eragrostis gloeodes Ekman
- Eragrostis glutinosa (Sw.) Trin.
- Eragrostis grandis Hillebr.
- Eragrostis guatemalensis Witherspoon
- Eragrostis guianensis Hitchc.
- Eragrostis hackelii Hassl.
- Eragrostis hirsuta (Michx.) Nees
- Eragrostis hirta E. Fourn.
- Eragrostis hondurensis R.W. Pohl
- Eragrostis hypnoides (Lam.) Britton, Sterns & Poggenb.
- Eragrostis intermedia Hitchc.
- Eragrostis japonica (Thunb.) Trin.
- Eragrostis kuschelii Skottsb.
- Eragrostis lasseri Luces
- Eragrostis lehmanniana Nees
- Eragrostis leptophylla Hitchc.
- Eragrostis leptostachya (R. Br.) Steud.
- Eragrostis leucosticta Nees ex Döll
- Eragrostis lugens Nees
- Eragrostis lurida J. Presl
- Eragrostis lutescens Scribn.
- Eragrostis macrothyrsa Hack.
- Eragrostis magna Hitchc.
- Eragrostis mauiensis Hitchc.
- Eragrostis maypurensis (Kunth) Steud.
- Eragrostis mexicana (Hornem.) Link
- Eragrostis minor Host
- Eragrostis mokensis Pilg.
- Eragrostis monticola (Gaudich.) Hillebr.
- Eragrostis neesii Trin.
- Eragrostis nigricans (Kunth) Steud.
- Eragrostis obtusiflora (E. Fourn.) Scribn.
- Eragrostis orthoclada Hack.
- Eragrostis palmeri S. Watson
- Eragrostis paniciformis (A. Braun) Steud.
- Eragrostis parviflora (R. Br.) Trin.
- Eragrostis pastoensis (Kunth) Trin.
- Eragrostis paupera Jedwabn.
- Eragrostis pectinacea (Michx.) Nees
- Eragrostis perennis Döll
- Eragrostis peruviana (Jacq.) Trin.
- Eragrostis petrensis Renvoize & Longhi-Wagner
- Eragrostis pilgeri Fedde
- Eragrostis pilosa (L.) P. Beauv.
- Eragrostis plana Nees
- Eragrostis plumbea Scribn. ex Beal
- Eragrostis plurinodis Swallen ex Luces
- Eragrostis polytricha Nees
- Eragrostis pringlei Mattei
- Eragrostis prolifera (Sw.) Steud.
- Eragrostis purpurascens (Spreng.) Schult.
- Eragrostis pycnantha (Phil.) Parodi ex Nicora
- Eragrostis refracta (Muhl. ex Elliott) Scribn.
- Eragrostis reptans (Michx.) Nees
- Eragrostis retinens Hack. & Arechav.
- Eragrostis riobrancensis Judz. & P.M. Peterson
- Eragrostis rojasii Hack.
- Eragrostis rufescens Schrad. ex Schult.
- Eragrostis scaligera Salzm. ex Steud.
- Eragrostis sclerophylla Trin.
- Eragrostis secundiflora J. Presl
- Eragrostis seminuda Trin.
- Eragrostis sessilispica Buckley
- Eragrostis setifolia Nees
- Eragrostis silveana Swallen
- Eragrostis simpliciflora (J. Presl) Steud.
- Eragrostis solida Nees
- Eragrostis soratensis Jedwabn.
- Eragrostis spectabilis (Pursh) Steud.
- Eragrostis spicata Vasey
- Eragrostis suaveolens A.K. Becker ex Claus
- Eragrostis superba Peyr.
- Eragrostis swallenii Hitchc.
- Eragrostis tef (Zucc.) Trotter
- Eragrostis tenella (L.) P. Beauv. ex Roem. & Schult.
- Eragrostis tenuifolia (A. Rich.) Hochst. ex Steud.
- Eragrostis terecaulis Renvoize
- Eragrostis tremula Hochst. ex Steud.
- Eragrostis triangularis Henrard
- Eragrostis trichodes (Nutt.) Alph. Wood
- Eragrostis trichophora Coss. & Durieu
- Eragrostis unioloides (Retz.) Nees ex Steud.
- Eragrostis urbaniana Hitchc.
- Eragrostis vallsiana Boechat & Longhi-Wagner
- Eragrostis variabilis (Gaudich.) Steud.
- Eragrostis vernix Boechat & Longhi-Wagner
- Eragrostis viscosa (Retz.) Trin.
- Eragrostis weberbaueri Pilg.

Selon The Plant List (9 juin 2016) :
- Eragrostis acamptoclada Cope
- Eragrostis acraea De Winter
- Eragrostis acuta Hitchc.
- Eragrostis acutiflora (Kunth) Nees
- Eragrostis acutiglumis Parodi
- Eragrostis advena (Stapf) S.M.Phillips
- Eragrostis aegyptiaca (Willd.) Delile
- Eragrostis aethiopica Chiov.
- Eragrostis airoides Nees
- Eragrostis alopecuroides Balansa
- Eragrostis alta Keng
- Eragrostis alveiformis Lazarides
- Eragrostis amabilis (L.) Wight & Arn.
- Eragrostis amanda Clayton
- Eragrostis ambleia Clayton
- Eragrostis ambohibengensis A.Camus
- Eragrostis ambositrensis A.Camus
- Eragrostis ambrensis A.Camus
- Eragrostis anacrantha Cope
- Eragrostis anacranthoides Cope
- Eragrostis ancashensis P.M.Peterson, Refulio & Tovar
- Eragrostis andicola R.E.Fr.
- Eragrostis annulata Rendle ex Scott-Elliot
- Eragrostis apiculata Döll
- Eragrostis aquatica Honda
- Eragrostis arenicola C.E.Hubb.
- Eragrostis aristata De Winter
- Eragrostis aristiglumis Kabuye
- Eragrostis articulata (Schrank) Nees
- Eragrostis aspera (Jacq.) Nees
- Eragrostis astrepta S.M.Phillips
- Eragrostis astreptoclada Cope
- Eragrostis atropioides Hildebr.
- Eragrostis atrovirens (Desf.) Trin. ex Steud.
- Eragrostis attenuata Hitchc.
- Eragrostis aurorae Launert
- Eragrostis australasica (Steud.) C.E.Hubb.
- Eragrostis autumnalis Keng
- Eragrostis bahamensis Hitchc.
- Eragrostis bahiensis Roem. & Schult.
- Eragrostis balgooyi Veldkamp
- Eragrostis barbinodis Hack.
- Eragrostis barbulata Stapf
- Eragrostis barrelieri Daveau
- Eragrostis barteri C.E.Hubb.
- Eragrostis basedowii Jedwabn.
- Eragrostis bemarivensis A.Camus
- Eragrostis bergiana (Kunth) Trin.
- Eragrostis berteroniana (Schult.) Steud.
- Eragrostis betsileensis A.Camus
- Eragrostis bicolor Nees
- Eragrostis biflora Hack.
- Eragrostis blepharostachya K.Schum.
- Eragrostis boinensis A.Camus
- Eragrostis boivinii Steud.
- Eragrostis boriana Launert
- Eragrostis botryodes Clayton
- Eragrostis brainii (Stent) Launert
- Eragrostis braunii Schweinf.
- Eragrostis brizantha Nees
- Eragrostis brownii (Kunth) Nees
- Eragrostis burmanica Bor
- Eragrostis caesia Stapf
- Eragrostis caespitosa Chiov.
- Eragrostis camerunensis Clayton
- Eragrostis canescens C.E.Hubb.
- Eragrostis caniflora Rendle
- Eragrostis capensis (Thunb.) Trin.
- Eragrostis capillaris (L.) Nees
- Eragrostis capitula Lazarides
- Eragrostis capitulifera Chiov.
- Eragrostis capuronii A.Camus
- Eragrostis cassa Lazarides
- Eragrostis castellaneana Buscal. & Muschl.
- Eragrostis cataclasta Nicora
- Eragrostis cenolepis Clayton
- Eragrostis chabouisii Bosser
- Eragrostis chalarothyrsos C.E.Hubb.
- Eragrostis chapelieri (Kunth) Nees
- Eragrostis chiquitaniensis Killeen
- Eragrostis cilianensis (All.) Janch.
- Eragrostis ciliaris (L.) R.Br.
- Eragrostis ciliata (Roxb.) Nees
- Eragrostis cimicina Launert
- Eragrostis coarctata Stapf
- Eragrostis collina Trin.
- Eragrostis comptonii De Winter
- Eragrostis concinna (R.Br.) Steud.
- Eragrostis condensata (J.Presl) Steud.
- Eragrostis conertii Lobin
- Eragrostis confertiflora J.M.Black
- Eragrostis congesta Oliv.
- Eragrostis conrathii (Hack.) S.M.Phillips
- Eragrostis contrerasii R.W.Pohl
- Eragrostis crassinervis Hack.
- Eragrostis crateriformis Lazarides
- Eragrostis cubensis Hitchc.
- Eragrostis cumingii Steud.
- Eragrostis curtipedicellata Buckley
- Eragrostis curvula (Schrad.) Nees
- Eragrostis cylindrica (Roxb.) Arn.
- Eragrostis cylindriflora Hochst.
- Eragrostis dayanandanii Ravich., Krishnan & N.P.Samson
- Eragrostis deccanensis Bor
- Eragrostis decumbens Renvoize
- Eragrostis deflexa Hitchc.
- Eragrostis dentifera Launert
- Eragrostis deqenensis B.S.Sun & S.Wang
- Eragrostis desertorum Domin
- Eragrostis desolata Launert
- Eragrostis dielsii Pilg.
- Eragrostis dinteri Stapf
- Eragrostis divaricata Cope
- Eragrostis domingensis (Pers.) Steud.
- Eragrostis duricaulis B.S.Sun & S.Wang
- Eragrostis dyskritos Lasut
- Eragrostis ecarinata Lazarides
- Eragrostis echinochloidea Stapf
- Eragrostis egregia Clayton
- Eragrostis elatior Stapf
- Eragrostis elegantissima Chiov.
- Eragrostis elliottii S.Watson
- Eragrostis elongata (Willd.) J.Jacq.
- Eragrostis eriopoda Benth.
- Eragrostis erosa Scribn. ex Beal
- Eragrostis exasperata Peter
- Eragrostis excelsa Griseb.
- Eragrostis exelliana Launert
- Eragrostis exigua Lazarides
- Eragrostis falcata (Gaudich.) Steud.
- Eragrostis fallax Lazarides
- Eragrostis fastigiata Cope
- Eragrostis fauriei Ohwi
- Eragrostis fenshamii B.K.Simon
- Eragrostis ferruginea (Thunb.) P.Beauv.
- Eragrostis filicaulis Lazarides
- Eragrostis fimbrillata Cope
- Eragrostis flavicans Rendle
- Eragrostis fosbergii Whitney
- Eragrostis fractus S.C.Sun & H.Q.Wang
- Eragrostis frankii Steud.
- Eragrostis friesii Pilg.
- Eragrostis gangetica (Roxb.) Steud.
- Eragrostis georgii A.Chev.
- Eragrostis glandulosipedata De Winter
- Eragrostis glischra Launert
- Eragrostis gloeodes Ekman
- Eragrostis gloeophylla S.M.Phillips
- Eragrostis glutinosa (Sw.) Trin.
- Eragrostis grandis Hildebr.
- Eragrostis guangxiensis S.C.Sun & H.Q.Wang
- Eragrostis guatemalensis Withersp.
- Eragrostis guianensis Hitchc.
- Eragrostis gummiflua Nees
- Eragrostis gymnorhachis (Schweinf.) Chiov. ex Chiarugi
- Eragrostis habrantha Rendle
- Eragrostis hainanensis L.C.Chia
- Eragrostis heteromera Stapf
- Eragrostis hierniana Rendle
- Eragrostis hildebrandtii Jedwabn.
- Eragrostis hirsuta (Michx.) Nees
- Eragrostis hirta E.Fourn.
- Eragrostis hirticaulis Lazarides
- Eragrostis hispida K.Schum.
- Eragrostis homblei De Wild.
- Eragrostis homomalla Nees
- Eragrostis hondurensis R.W.Pohl
- Eragrostis hugoniana Rendle
- Eragrostis humbertii A.Camus
- Eragrostis humidicola Napper
- Eragrostis humifusa C.Cordem.
- Eragrostis hypnoides (Lam.) Britton, Stern & Poggenb.
- Eragrostis inamoena K.Schum.
- Eragrostis incrassata Cope
- Eragrostis indica Link
- Eragrostis infecunda J.M.Black
- Eragrostis intermedia Hitchc.
- Eragrostis interrupta P.Beauv.
- Eragrostis invalida Pilg.
- Eragrostis jacobsiana B.K.Simon
- Eragrostis japonica (Thunb.) Trin.
- Eragrostis jerichoensis B.K.Simon
- Eragrostis kennedyae F.Turner
- Eragrostis kingesii De Winter
- Eragrostis kohorica Quézel
- Eragrostis kuchariana S.M.Phillips
- Eragrostis kuschelii Skottsb.
- Eragrostis lacunaria F.Muell.
- Eragrostis laevissima Hack.
- Eragrostis lanicaulis Lazarides
- Eragrostis laniflora Benth.
- Eragrostis lanipes C.E.Hubb.
- Eragrostis lappula Nees
- Eragrostis lasseri Luces
- Eragrostis lateritica Bosser
- Eragrostis latifolia Cope
- Eragrostis leersiiformis Launert
- Eragrostis lehmanniana Nees
- Eragrostis lepida (A.Rich.) Hochst. ex Steud.
- Eragrostis lepidobasis Cope
- Eragrostis leptocarpa Benth.
- Eragrostis leptophylla Hitchc.
- Eragrostis leptostachya (R.Br.) Steud.
- Eragrostis leptotricha Cope
- Eragrostis leucosticta Nees ex Döll
- Eragrostis lichiangensis Jedwabn.
- Eragrostis lingulata Clayton
- Eragrostis longifolia (A.Rich.) Hochst. ex Steud.
- Eragrostis longipedicellata B.K.Simon
- Eragrostis longipes Keng
- Eragrostis longiramea Swallen
- Eragrostis longispicula S.C.Sun & H.Q.Wang
- Eragrostis lugens Nees
- Eragrostis lurida J.Presl
- Eragrostis lutensis Cope
- Eragrostis lutescens Scribn.
- Eragrostis macilenta (A.Rich.) Steud.
- Eragrostis macrochlamys Pilg.
- Eragrostis macrothyrsa Hack.
- Eragrostis maderaspatana Bor
- Eragrostis magna Hitchc.
- Eragrostis mahrana Schweinf.
- Eragrostis mairei Hack.
- Eragrostis majungensis A.Camus
- Eragrostis mandrarensis A.Camus
- Eragrostis mariae Launert
- Eragrostis mauiensis Hitchc.
- Eragrostis maypurensis (Kunth) Steud.
- Eragrostis megalosperma F.Muell. ex Benth.
- Eragrostis membranacea Hack.
- Eragrostis mexicana (Hornem.) Link
- Eragrostis micrantha Hack.
- Eragrostis microcarpa Vickery
- Eragrostis microsperma Rendle
- Eragrostis mildbraedii Pilg.
- Eragrostis milnei Launert ex Cope
- Eragrostis minor Host
- Eragrostis moggii De Winter
- Eragrostis mokensis Pilg.
- Eragrostis mollior Pilg.
- Eragrostis montana Balansa
- Eragrostis monticola (Gaudich.) Hildebr.
- Eragrostis montufarii (Kunth) Steud.
- Eragrostis mueruensis Pilg.
- Eragrostis multicaulis Steud.
- Eragrostis neesii Trin.
- Eragrostis nigra Nees ex Steud.
- Eragrostis nigricans (Kunth) Steud.
- Eragrostis nindensis Ficalho & Hiern
- Eragrostis nutans (Retz.) Nees ex Steud.
- Eragrostis obtusa Munro ex Ficalho & Hiern
- Eragrostis obtusiflora (E.Fourn.) Scribn.
- Eragrostis olida Lazarides
- Eragrostis oligostachya Cope
- Eragrostis olivacea K.Schum.
- Eragrostis omahekensis De Winter
- Eragrostis oreophila L.H.Harv.
- Eragrostis orthoclada Hack.
- Eragrostis pallens Hack.
- Eragrostis palmeri S.Watson
- Eragrostis palustris Zon
- Eragrostis paniciformis (A.Braun) Steud.
- Eragrostis papposa (Desf. ex Roem. & Schult.) Steud.
- Eragrostis paradoxa Launert
- Eragrostis parviflora (R.Br.) Trin.
- Eragrostis pascua S.M.Phillips
- Eragrostis pastoensis (Kunth) Trin.
- Eragrostis patens Oliv.
- Eragrostis patentipilosa Hack.
- Eragrostis patentissima Hack.
- Eragrostis patula (Kunth) Steud.
- Eragrostis paupera Jedwabn.
- Eragrostis pectinacea (Michx.) Nees
- Eragrostis perbella K.Schum.
- Eragrostis perennans Keng
- Eragrostis perennis Döll
- Eragrostis pergracilis S.T.Blake
- Eragrostis perplexa L.H.Harv.
- Eragrostis perrieri A.Camus
- Eragrostis peruviana (Jacq.) Trin.
- Eragrostis petraea Lazarides
- Eragrostis petrensis Renvoize & Longhi-Wagner
- Eragrostis phyllacantha Cope
- Eragrostis pilgeri Fedde
- Eragrostis pilgeriana Dinter ex Pilg.
- Eragrostis pilosa (L.) P.Beauv.
- Eragrostis pilosissima Link
- Eragrostis pilosiuscula Ohwi
- Eragrostis plana Nees
- Eragrostis planiculmis Nees
- Eragrostis plumbea Scribn. ex Beal
- Eragrostis plurigluma C.E.Hubb.
- Eragrostis plurinodis Swallen
- Eragrostis pobeguinii C.E.Hubb.
- Eragrostis poculiformis Cope
- Eragrostis polytricha Nees
- Eragrostis porosa Nees
- Eragrostis potamophila Lazarides
- Eragrostis pringlei Mattei
- Eragrostis procumbens Nees
- Eragrostis prolifera (Sw.) Steud.
- Eragrostis propinqua Steud.
- Eragrostis psammophila S.M.Phillips
- Eragrostis pseudobtusa De Winter
- Eragrostis pseudopoa C.E.Hubb.
- Eragrostis pubescens (R.Br.) Steud.
- Eragrostis punctiglandulosa Cope
- Eragrostis purpurascens (Spreng.) Roem. & Schult.
- Eragrostis pusilla Hack.
- Eragrostis pycnantha (Phil.) Parodi ex Nicora
- Eragrostis pycnostachys Clayton
- Eragrostis pygmaea De Winter
- Eragrostis racemosa (Thunb.) Steud.
- Eragrostis raynaliana Lebrun
- Eragrostis refracta (Muhl.) Scribn.
- Eragrostis rejuvenescens Rendle
- Eragrostis remotiflora De Winter
- Eragrostis reptans (Michx.) Nees
- Eragrostis retinens Hack. & Arechav.
- Eragrostis rigidiuscula Domin
- Eragrostis riobrancensis Judz. & P.M.Peterson
- Eragrostis riparia (Willd.) Nees
- Eragrostis rogersii C.E.Hubb.
- Eragrostis rojasii Hack.
- Eragrostis rotifer Rendle
- Eragrostis rottleri Stapf
- Eragrostis rufescens Schult.
- Eragrostis rufinerva L.C.Chia
- Eragrostis sabinae Launert
- Eragrostis sabulicola Pilger ex Jedwabn.
- Eragrostis sabulosa (Steud.) Schweick.
- Eragrostis sambiranensis A.Camus
- Eragrostis santapaui K.G.Bhat & Nagendran
- Eragrostis saresberiensis Launert
- Eragrostis sarmentosa (Thunb.) Trin.
- Eragrostis saxatilis Hemsl.
- Eragrostis scabriflora Swallen
- Eragrostis scaligera Steud.
- Eragrostis schultzii Benth.
- Eragrostis schweinfurthii Chiov.
- Eragrostis sclerantha Nees
- Eragrostis sclerophylla Trin.
- Eragrostis scopelophila Pilg.
- Eragrostis scotelliana Rendle
- Eragrostis secundiflora J.Presl
- Eragrostis seminuda Trin.
- Eragrostis sennii Chiov.
- Eragrostis sericata Cope
- Eragrostis sessilispica Buckley
- Eragrostis setifolia Nees
- Eragrostis setulifera Pilg.
- Eragrostis silveana Swallen
- Eragrostis simpliciflora (J.Presl) Steud.
- Eragrostis singuaensis Pilg.
- Eragrostis solida Nees
- Eragrostis soratensis Jedwabn.
- Eragrostis sororia Domin
- Eragrostis spartinoides Steud.
- Eragrostis speciosa (Roem. & Schult.) Steud.
- Eragrostis spectabilis (Pursh) Steud.
- Eragrostis spicata Vasey
- Eragrostis spicigera Cope
- Eragrostis squamata (Lam.) Steud.
- Eragrostis stagnalis Lazarides
- Eragrostis stapfii De Winter
- Eragrostis stenostachya (R.Br.) Steud.
- Eragrostis stenothyrsa Pilg.
- Eragrostis sterilis Domin
- Eragrostis stolonifera A.Camus
- Eragrostis subaequiglumis Renvoize
- Eragrostis subglandulosa Cope
- Eragrostis subsecunda (Lam.) E.Fourn.
- Eragrostis subtilis Lazarides
- Eragrostis superba Peyr.
- Eragrostis swallenii Hitchc.
- Eragrostis sylviae Cope
- Eragrostis tef (Zucc.) Trotter
- Eragrostis tenax (Kunth) Steud.
- Eragrostis tenellula (Kunth) Steud.
- Eragrostis tephrosanthos Roem. & Schult.
- Eragrostis terecaulis Renvoize
- Eragrostis terrestris Keng
- Eragrostis theinlwinii Bor
- Eragrostis thollonii Franch.
- Eragrostis tincta S.M.Phillips
- Eragrostis tinge-lingua S.Moore
- Eragrostis trachyantha Cope
- Eragrostis trachycarpa (Benth.) Domin
- Eragrostis tracyi Hitchc.
- Eragrostis tremula Hochst. ex Steud.
- Eragrostis triangularis Henrard
- Eragrostis trichocolea Arechav.
- Eragrostis trichodes (Nutt.) Alph.Wood
- Eragrostis tridentata Cope
- Eragrostis trimucronata Napper
- Eragrostis triquetra Lazarides
- Eragrostis truncata Hack.
- Eragrostis turgida (Schumach.) De Wild.
- Eragrostis udawnensis Ohwi
- Eragrostis unioloides (Retz.) Nees ex Steud.
- Eragrostis urbaniana C.L.Hitchc.
- Eragrostis usambarensis Napper
- Eragrostis uvida Lazarides
- Eragrostis uzondoiensis Sánchez-Ken
- Eragrostis vacillans Rendle
- Eragrostis vallsiana Boechat & Longhi-Wagner
- Eragrostis variabilis (Gaudich.) Steud.
- Eragrostis variegata Welw. ex Rendle
- Eragrostis vatovae (Chiov.) S.M.Phillips
- Eragrostis venustula Cope
- Eragrostis vernix Boechat & Longhi-Wagner
- Eragrostis viguieri A.Camus
- Eragrostis virescens J.Presl
- Eragrostis viscosa (Retz.) Trin.
- Eragrostis volkensii Pilg.
- Eragrostis vulcanica Jedwabn.
- Eragrostis walteri Pilg.
- Eragrostis warburgii Hack.
- Eragrostis warmingii Hack.
- Eragrostis weberbaueri Pilg.
- Eragrostis welwitschii Rendle
- Eragrostis wightiana Benth.
- Eragrostis xerophila Domin
- Eragrostis zeylanica Nees & Meyen

Selon Tropicos (9 juin 2016) (Attention liste brute contenant possiblement des synonymes) :
- Eragrostis abortiva (R. Br.) Steud.
- Eragrostis abrumpens Kabuye
- Eragrostis abyssinica (Jacq.) Link
- Eragrostis acamptoclada Cope
- Eragrostis acicularis Trin.
- Eragrostis acraea De Winter
- Eragrostis acuminata Döll
- Eragrostis acuta Hitchc.
- Eragrostis acutiflora (Kunth) Nees
- Eragrostis acutiglumis Parodi
- Eragrostis acutissima Jedwabn.
- Eragrostis adenocoleos Pilg.
- Eragrostis advena (Stapf) S.M. Phillips
- Eragrostis aegyptiaca (Willd.) Delile
- Eragrostis aethiopica Chiov.
- Eragrostis affinis Salzm. ex Steud.
- Eragrostis afghanica Gand.
- Eragrostis agrostoidea Rendle
- Eragrostis airiformis Rendle
- Eragrostis airoides Nees
- Eragrostis alba J. Presl
- Eragrostis albensis H. Scholz
- Eragrostis albescens Steud.
- Eragrostis albida Hitchc.
- Eragrostis alopecuroides Balansa
- Eragrostis alta Keng
- Eragrostis alveiformis Lazarides
- Eragrostis amabilis (L.) Wight & Arn.
- Eragrostis amanda Clayton
- Eragrostis ambleia Clayton
- Eragrostis ambohibengensis A. Camus
- Eragrostis amboinicea (L.) Druce
- Eragrostis ambositrensis A. Camus
- Eragrostis ambrensis A. Camus
- Eragrostis amherstiana Nees
- Eragrostis amoena J. Presl
- Eragrostis amurensis Prob.
- Eragrostis anacrantha Cope
- Eragrostis anacranthoides Cope
- Eragrostis ancashensis P.M. Peterson, Refulio & Tovar
- Eragrostis andicola R.E. Fr.
- Eragrostis andongensis Rendle
- Eragrostis angolensis Hack.
- Eragrostis angusta Hack.
- Eragrostis annulata Rendle ex Scott-Elliot
- Eragrostis apiculata Döll
- Eragrostis aquatica Honda
- Eragrostis arabica Jaub. & Spach
- Eragrostis araiostachya Chiov.
- Eragrostis arenicola C.E. Hubb.
- Eragrostis argentina Jedwabn.
- Eragrostis arida Hitchc.
- Eragrostis aristata De Winter
- Eragrostis aristiglumis Kabuye
- Eragrostis articulata (Schrank) Nees
- Eragrostis arundinacea Jedwabn.
- Eragrostis aspera (Jacq.) Nees
- Eragrostis assyriaca Boiss. & Noë
- Eragrostis astrepta S.M. Phillips
- Eragrostis astreptoclada Cope
- Eragrostis atherstonei Stapf
- Eragrostis atropioides Hillebr.
- Eragrostis atropurpurea Hochst. ex Steud.
- Eragrostis atrovirens (Desf.) Trin. ex Steud.
- Eragrostis atroviridis Maire
- Eragrostis attenuata Hitchc.
- Eragrostis aturensis (Kunth) Trin. ex Steud.
- Eragrostis aulacosperma (Fresen.) Steud.
- Eragrostis auriculata Hack.
- Eragrostis aurorae Launert
- Eragrostis australasica (Steud.) C.E. Hubb.
- Eragrostis australiensis Domin
- Eragrostis autumnalis Keng
- Eragrostis baguirmensis A. Chev.
- Eragrostis bahamensis Hitchc.
- Eragrostis bahiensis Roem. & Schult.
- Eragrostis balgooyi Veldkamp
- Eragrostis barbata Trin.
- Eragrostis barbeyi Post
- Eragrostis barbiglumis Jedwabn.
- Eragrostis barbinodis Hack.
- Eragrostis barbulata Stapf
- Eragrostis barrelieri Daveau
- Eragrostis barteri C.E. Hubb.
- Eragrostis basedowii Jedwabn.
- Eragrostis basilepis Pilg.
- Eragrostis beguinotii Beloserky
- Eragrostis bella Domin
- Eragrostis bellissima B.S. Sun & S. Wang
- Eragrostis bemarivensis A. Camus
- Eragrostis benguelensis Peyr.
- Eragrostis beniniensis Steud.
- Eragrostis benthamii Mattei
- Eragrostis bequaerti De Wild.
- Eragrostis bergiana (Kunth) Trin.
- Eragrostis beroensis Rendle
- Eragrostis berteroana Steud.
- Eragrostis berteroniana (Schult.) Steud.
- Eragrostis betsileensis A. Camus
- Eragrostis beyrichii J.G. Sm.
- Eragrostis bicolor Nees
- Eragrostis bifaria (Vahl) Wight
- Eragrostis biflora Hack.
- Eragrostis biformis (Kunth) Benth.
- Eragrostis bipinnata (L.) K. Schum.
- Eragrostis bithynica Griseb.
- Eragrostis blastocaulos Pilg.
- Eragrostis bleeseri Pilg.
- Eragrostis blepharoglumis K. Schum.
- Eragrostis blepharolepis Hack.
- Eragrostis blepharophylla Jedwabn.
- Eragrostis blepharostachya K. Schum.
- Eragrostis boehmii Hack.
- Eragrostis boinensis A. Camus
- Eragrostis boivinii Steud.
- Eragrostis boliviensis Jedwabn.
- Eragrostis boresthenica Gruner
- Eragrostis boriana Launert
- Eragrostis boryana (Willd.) Steud.
- Eragrostis borysthenica Klokov
- Eragrostis botryodes Clayton
- Eragrostis bovonei Chiov.
- Eragrostis brachyphylla Stapf
- Eragrostis brainii (Stent) Launert
- Eragrostis brasiliensis (Raddi) Nees
- Eragrostis braunii Schweinf.
- Eragrostis brevifolia Benth.
- Eragrostis brevispica Keng
- Eragrostis brizantha Nees
- Eragrostis brizoides Schult.
- Eragrostis bromoides (Vahl) Steud.
- Eragrostis brownii (Kunth) Nees
- Eragrostis buchananii K. Schum.
- Eragrostis buchtienii Hack.
- Eragrostis bulbillifera Steud.
- Eragrostis burchellii Stapf
- Eragrostis burmanica Bor
- Eragrostis burttdavii Stent
- Eragrostis caelachyrum Boiss.
- Eragrostis caesia Stapf
- Eragrostis caespitosa Chiov.
- Eragrostis calantha Peter
- Eragrostis calotheca Trin.
- Eragrostis cambessediana (Kunth) Steud.
- Eragrostis camerunensis Clayton
- Eragrostis campestris Trin.
- Eragrostis canescens C.E. Hubb.
- Eragrostis caniflora Rendle
- Eragrostis capensis (Thunb.) Trin.
- Eragrostis capillacea Jedwabn.
- Eragrostis capillaris (L.) Nees
- Eragrostis capillifolia Nees
- Eragrostis capitata (Nutt.) Nash
- Eragrostis capitula Lazarides
- Eragrostis capitulifera Chiov.
- Eragrostis capuronii A. Camus
- Eragrostis carazensis Pilg.
- Eragrostis carolinensis Jedwabn.
- Eragrostis caroliniana (Biehler) Scribn.
- Eragrostis cassa Lazarides
- Eragrostis castellaneana Buscal. & Muschl.
- Eragrostis cataclasta Nicora
- Eragrostis caudata Nees ex Steud.
- Eragrostis cenolepis Clayton
- Eragrostis cephalotes Chiov.
- Eragrostis cernua (Willd.) Steud.
- Eragrostis chabouisii Bosser
- Eragrostis chalarantha Gilli
- Eragrostis chalarothyrsos C.E. Hubb.
- Eragrostis chalcantha Trin.
- Eragrostis chapelieri (Kunth) Nees
- Eragrostis chariis (Schult.) Hitchc.
- Eragrostis chaunantha Pilg.
- Eragrostis chilensis (Moris) Nees
- Eragrostis chiquitaniensis T. Killeen
- Eragrostis chloromelas Steud.
- Eragrostis cilianensis (All.) Vignolo ex Janch.
- Eragrostis ciliaris (L.) R. Br.
- Eragrostis ciliata (Roxb.) Steud.
- Eragrostis ciliolata Jedwabn.
- Eragrostis cimicina Launert
- Eragrostis cinniformis Schrad.
- Eragrostis clelandii S.T. Blake
- Eragrostis coarctata Stapf
- Eragrostis coelachyrum Benth.
- Eragrostis coerulea Hillebr. ex Jedwabn.
- Eragrostis coerulescens Hillebr.
- Eragrostis cognata Steud.
- Eragrostis collettii Stapf
- Eragrostis collina Trin.
- Eragrostis collocarpa K. Schum.
- Eragrostis comata Peter
- Eragrostis compacta Salzm. ex Steud.
- Eragrostis comptonii De Winter
- Eragrostis comta Link
- Eragrostis concinna (R. Br.) Steud.
- Eragrostis condensata (J. Presl) Steud.
- Eragrostis conertii Lobin
- Eragrostis conferta (Elliott) Trin.
- Eragrostis confertiflora (J.M. Black) J.M. Black
- Eragrostis confinis Nees ex Steud.
- Eragrostis congesta Oliv.
- Eragrostis conradii Pilg.
- Eragrostis conrathii (Hack.) S.M. Phillips
- Eragrostis contigua Jedwabn.
- Eragrostis contracta Pilg.
- Eragrostis contrerasii R.W. Pohl
- Eragrostis contristata Nees & Meyen
- Eragrostis cordobensis Jedwabn.
- Eragrostis coromandeliana (J. Koenig ex Rottler) Trin.
- Eragrostis costata F. Turner
- Eragrostis crassa Jedwabn.
- Eragrostis crassinervis Hack.
- Eragrostis crateriformis Lazarides
- Eragrostis cretacea Nees
- Eragrostis cubensis Hitchc.
- Eragrostis cumingii Steud.
- Eragrostis curtipedicellata Buckley
- Eragrostis curvula (Schrad.) Nees
- Eragrostis cuspidata (Schult.) Link
- Eragrostis cylindrica (Roxb.) Nees ex Hook. & Arn.
- Eragrostis cylindriflora Hochst.
- Eragrostis cylindrispica Rendle
- Eragrostis cynosuroides (Retz.) P. Beauv.
- Eragrostis cyperoides (Thunb.) P. Beauv.
- Eragrostis dakarensis A. Chev.
- Eragrostis damiensiana (Bonnet) Thell.
- Eragrostis dayanandanii Ravichandran, Krishnan & N.P. Samson
- Eragrostis deccanensis Bor
- Eragrostis decidua Hochst.
- Eragrostis decipiens (R. Br.) Steud.
- Eragrostis decumbens Renvoize
- Eragrostis deflexa Hitchc.
- Eragrostis dekindtii Pilg.
- Eragrostis delicatula Trin.
- Eragrostis densa De Wild.
- Eragrostis densiflora Rendle
- Eragrostis densissima Hack.
- Eragrostis dentifera Launert
- Eragrostis denudata Hack.
- Eragrostis depallens Jedwabn.
- Eragrostis depauperata Andersson
- Eragrostis deqenensis B.S. Sun & S. Wang
- Eragrostis deserticola Phil.
- Eragrostis desertorum Domin
- Eragrostis desolata Launert
- Eragrostis despiciens Schult.
- Eragrostis devolvens Gand.
- Eragrostis diandra (R. Br.) Steud.
- Eragrostis diarrhena (Schult. & Schult. f.) Steud.
- Eragrostis dielsii Pilg. ex Diels & Pritz.
- Eragrostis dieterlenii Hack.
- Eragrostis diffusa Buckley
- Eragrostis dinteri Stapf
- Eragrostis diomedearum Trin.
- Eragrostis diplachnoides Steud.
- Eragrostis diplostachya Peter
- Eragrostis distans Hack.
- Eragrostis divaricata Cope
- Eragrostis diversiflora Vasey
- Eragrostis dolichostachya Peter
- Eragrostis domingensis (Pers.) Steud.
- Eragrostis dumasiana A. Chev.
- Eragrostis dura Stapf
- Eragrostis duricaulis B.S. Sun & S. Wang
- Eragrostis ecarinata Lazarides
- Eragrostis echinochloidea Stapf
- Eragrostis egregia Clayton
- Eragrostis eichingeri Pilg.
- Eragrostis ekmanii Hitchc.
- Eragrostis elata Munro ex Ficalho & Hiern
- Eragrostis elatior Stapf
- Eragrostis elegans Nees
- Eragrostis elegantissima Chiov.
- Eragrostis elegantula Nees
- Eragrostis elisabethae Peter
- Eragrostis elliottii S. Watson
- Eragrostis elongata (Willd.) J. Jacq.
- Eragrostis elongato-compressa De Wild.
- Eragrostis elytroblephara Steud.
- Eragrostis emarginata Hack.
- Eragrostis emsonii C.E. Hubb.
- Eragrostis enodis Hack.
- Eragrostis episcopulus P.W. Lambdon, Darlow, Clubbe & Cope
- Eragrostis equitans Trin.
- Eragrostis eriopoda Benth.
- Eragrostis erosa Scribn. ex Beal
- Eragrostis erythrogona Nees ex Steud.
- Eragrostis eucampta Pilg.
- Eragrostis euchroa Steud.
- Eragrostis exasperata Peter
- Eragrostis excelsa Griseb.
- Eragrostis exelliana Launert
- Eragrostis exigua Lazarides
- Eragrostis eximia Steud.
- Eragrostis expansa Link
- Eragrostis falcata (Gaudich.) Gaudich. ex Steud.
- Eragrostis fallax Lazarides
- Eragrostis fascicularis Trin.
- Eragrostis fasciculata Peter
- Eragrostis fatigiata Cope
- Eragrostis fauriei Ohwi
- Eragrostis fendleriana Steud.
- Eragrostis fenshamii B.K. Simon
- Eragrostis ferruginea (Thunb.) P. Beauv.
- Eragrostis filicaulis Lazarides
- Eragrostis filiformis Link
- Eragrostis fimbrillata Cope
- Eragrostis firma Trin.
- Eragrostis flaccida Lindm.
- Eragrostis flamignii De Wild.
- Eragrostis flavicans Rendle
- Eragrostis fleuryi A. Chev.
- Eragrostis flexuosa Steud.
- Eragrostis floccosa Hack. ex Jedwabn.
- Eragrostis floribunda Schrad. ex Schult.
- Eragrostis floridana Hitchc.
- Eragrostis fluviatilis A. Chev.
- Eragrostis formosana Hayata
- Eragrostis fosbergii Whitney
- Eragrostis fracta S.C. Sun & H.Q. Wang
- Eragrostis fragilis Swallen
- Eragrostis frankii (Fisch., C.A. Mey. & Avé-Lall.) C.A. Mey. ex Steud.
- Eragrostis frederici Rendle
- Eragrostis friesii Pilg.
- Eragrostis fruticans Jedwabn.
- Eragrostis fumigata Peter
- Eragrostis galpinii Stent
- Eragrostis gangetica (Roxb.) Steud.
- Eragrostis geniculata Nees & Meyen
- Eragrostis georgi A. Chev.
- Eragrostis geyeri Steud.
- Eragrostis gigantea Trin.
- Eragrostis glabrata Nees
- Eragrostis glandulosa L.H. Harv.
- Eragrostis glandulosipedata De Winter
- Eragrostis glanvillei C.E. Hubb.
- Eragrostis glareosa Trin.
- Eragrostis glischra Launert
- Eragrostis gloeodes Ekman
- Eragrostis gloeophylla S.M. Phillips
- Eragrostis glomerata (Walter) L.H. Dewey
- Eragrostis glumacea E. Fourn.
- Eragrostis glutinosa (Sw.) Trin.
- Eragrostis gracilis Schrad.
- Eragrostis gracillima Hack.
- Eragrostis grandiflora J.G. Sm. & Bush
- Eragrostis grandis Hillebr.
- Eragrostis guangxiensis S.C. Sun & H.Q. Wang
- Eragrostis guatemalensis Witherspoon
- Eragrostis guianensis Hitchc.
- Eragrostis guineensis Trin.
- Eragrostis guingensis Rendle
- Eragrostis gummiflua Nees
- Eragrostis gymnorhachis (Schweinf.) Chiov. ex Chiarugi
- Eragrostis habrantha Rendle
- Eragrostis hackelii Hassl.
- Eragrostis haenkei J. Presl
- Eragrostis hagerupii Hitchc.
- Eragrostis hainanensis L.C. Chia
- Eragrostis halophila A. Chev.
- Eragrostis hapalantha Trin.
- Eragrostis haranensis Chiov.
- Eragrostis harpachnoides Hack.
- Eragrostis hasskarli Steud.
- Eragrostis hawaiiensis Hillebr.
- Eragrostis hekouensis B.S. Sun & S. Wang
- Eragrostis henrardii Jansen
- Eragrostis hereroensis Hack.
- Eragrostis heteromera Stapf
- Eragrostis hierniana Rendle
- Eragrostis hildebrandtii Jedwabn.
- Eragrostis hirsuta (Michx.) Nees
- Eragrostis hirsutissima Peter
- Eragrostis hirta E. Fourn.
- Eragrostis hirticaulis Lazarides
- Eragrostis hispida K. Schum.
- Eragrostis hobdyi H. St. John
- Eragrostis hochstetteri Steud.
- Eragrostis holacantha Torr.
- Eragrostis holstii (Engl. & Schum.) Engl. ex Peter
- Eragrostis homblei De Wild.
- Eragrostis homomalla Nees
- Eragrostis hondurensis R.W. Pohl
- Eragrostis hooki De Wild.
- Eragrostis horizontalis Peter
- Eragrostis hornemanniana Nees
- Eragrostis hosakai O. Deg.
- Eragrostis hugoniana Rendle
- Eragrostis huillensis Rendle
- Eragrostis humbertii A. Camus
- Eragrostis humidicola Napper
- Eragrostis humifusa C. Cordem.
- Eragrostis hygrophila C.E. Hubb. & Schweick.
- Eragrostis hypnoides (Lam.) Britton, Sterns & Poggenb.
- Eragrostis imbecilla Steud.
- Eragrostis imberbis (Franch.) Prob.
- Eragrostis inamoena K. Schum.
- Eragrostis incana Maury
- Eragrostis incrassata Cope
- Eragrostis indica (Koenig ex Rottb.) Steud.
- Eragrostis infecunda J.M. Black
- Eragrostis infirma (Kunth) Steud.
- Eragrostis insulatlantica A. Chev.
- Eragrostis intermedia Hitchc.
- Eragrostis interrupta P. Beauv.
- Eragrostis invalida Pilg.
- Eragrostis jacobsiana B.K. Simon
- Eragrostis jacquini Schrad.
- Eragrostis japonica (Thunb.) Trin.
- Eragrostis jardinii Steud.
- Eragrostis jeffreysii Hack.
- Eragrostis jeholensis Honda
- Eragrostis jerichoensis B.K. Simon
- Eragrostis karasbergensis L. Bolus
- Eragrostis keniensis Pilg.
- Eragrostis kennedyae F. Turner
- Eragrostis kingesii De Winter
- Eragrostis kiwuensis Jedwabn.
- Eragrostis kneuckeri Hack. & Bornm.
- Eragrostis koenigii (Kunth) Steud.
- Eragrostis kohorica Quézel
- Eragrostis kossinskyi Roshev.
- Eragrostis kuchariana S.M. Phillips
- Eragrostis kuschelii Skottsb.
- Eragrostis kwaiensis Peter
- Eragrostis kwamouthensis Vander.
- Eragrostis lacunaria F. Muell.
- Eragrostis laeviglumis Jedwabn.
- Eragrostis laevissima Hack.
- Eragrostis lamarckii Steud.
- Eragrostis lamprospicula De Winter
- Eragrostis lanicaulis Lazarides
- Eragrostis lanifera Benth.
- Eragrostis laniflora Benth.
- Eragrostis lanipes C.E. Hubb.
- Eragrostis lappula Nees
- Eragrostis lasiantha Stapf
- Eragrostis lasioclada Merr.
- Eragrostis lasiophylla K. Schum.
- Eragrostis lasseri Luces
- Eragrostis lateritica Bosser
- Eragrostis latifolia Cope
- Eragrostis laxa Baker
- Eragrostis ledermannii Pilg.
- Eragrostis leersiiformis Launert
- Eragrostis leersioides (C. Presl) Guss.
- Eragrostis lehmanniana Nees
- Eragrostis lehmannii Pilg.
- Eragrostis leioptera Stapf
- Eragrostis leonina Hitchc. & Chase
- Eragrostis lepida (Hochst. ex A. Rich.) Hochst. ex Steud.
- Eragrostis lepidobasis Cope
- Eragrostis leprieurii Steud.
- Eragrostis leptantha Trin.
- Eragrostis leptocalymma Pilg.
- Eragrostis leptocarpa Benth.
- Eragrostis leptophylla Hitchc.
- Eragrostis leptostachya (R. Br.) Steud.
- Eragrostis leptotricha Cope
- Eragrostis leucosticta Nees ex Döll
- Eragrostis lichiangensis Jedwabn.
- Eragrostis limbata E. Fourn.
- Eragrostis lincangensis B.S. Sun & S. Wang
- Eragrostis lindeniana Steud.
- Eragrostis lindmanii Hack.
- Eragrostis linearis (Schumach.) Benth.
- Eragrostis lingulata Clayton
- Eragrostis linozodes Gilli
- Eragrostis lobata Trin.
- Eragrostis lolioides Hand.-Mazz.
- Eragrostis longapaniculata De Wild.
- Eragrostis longeradiata Steud.
- Eragrostis longifolia Hochst. ex Steud.
- Eragrostis longipedicellata B.K. Simon
- Eragrostis longipes Keng
- Eragrostis longipila Hack.
- Eragrostis longiramea Swallen
- Eragrostis longispicula S.C. Sun & H.Q. Wang
- Eragrostis lugens Nees
- Eragrostis lukwangulensis Pilg.
- Eragrostis lumeneensis Vanderyst
- Eragrostis lurida J. Presl
- Eragrostis lutensis Cope
- Eragrostis lutescens Scribn.
- Eragrostis luzoniensis Steud.
- Eragrostis mabrana Schweinf.
- Eragrostis macilenta (A. Rich.) Steud.
- Eragrostis macra Jedwabn.
- Eragrostis macrochlamys Pilg.
- Eragrostis macropoda Pilg.
- Eragrostis macrothyrsa Hack.
- Eragrostis madagascariensis (Lam.) Steud.
- Eragrostis maderaspatana Bor
- Eragrostis magna Hitchc.
- Eragrostis mahrana Schweinf.
- Eragrostis mairei Hack.
- Eragrostis majungensis A. Camus
- Eragrostis makinoi Hack.
- Eragrostis malayana Stapf
- Eragrostis mandrarensis A. Camus
- Eragrostis mangalorica Hochst.
- Eragrostis manikensis De Wild.
- Eragrostis margaritacea Stapf
- Eragrostis mariae Launert
- Eragrostis maritima A. Chev.
- Eragrostis marlothii Hack.
- Eragrostis marquisensis F. Br.
- Eragrostis mattogrossensis Pilg.
- Eragrostis mauiensis Hitchc.
- Eragrostis mauritii Steud.
- Eragrostis maxima Baker
- Eragrostis maypurensis (Kunth) Steud.
- Eragrostis megalosperma F. Muell. ex Benth.
- Eragrostis megalostachya St.-Lag.
- Eragrostis megapotamica (Spreng.) Schult.
- Eragrostis megastachya (Koeler) Link
- Eragrostis membranacea Hack. ex Schinz
- Eragrostis mendozina (Phil.) Jedwabn.
- Eragrostis meratiana (Kunth) Steud.
- Eragrostis mexicana (Hornem.) Link
- Eragrostis micrantha Hack.
- Eragrostis microcarpa Vickery
- Eragrostis microsperma Rendle
- Eragrostis microstachya (Link) Link
- Eragrostis mildbraedii Pilg.
- Eragrostis milleflora Steud.
- Eragrostis millettii Nees
- Eragrostis milnei Cope
- Eragrostis mimima Jedwabn.
- Eragrostis minor Host
- Eragrostis minore Host
- Eragrostis minutiflora J. Presl
- Eragrostis moggii De Winter
- Eragrostis mokensis Pilg.
- Eragrostis mollior Pilg. ex R.E. Fr.
- Eragrostis molokaiensis H. St. John
- Eragrostis molybdea Vickery
- Eragrostis monandra Hack.
- Eragrostis monodii A. Camus
- Eragrostis montana Balansa
- Eragrostis monticola (Gaudich.) Hillebr.
- Eragrostis montufari (Kunth) Steud.
- Eragrostis moritzii Jedwabn.
- Eragrostis mossulensis Steud.
- Eragrostis mucronata Roem. & Schult.
- Eragrostis muerensis Pilg.
- Eragrostis multicaulis Steud.
- Eragrostis multiflora Trin.
- Eragrostis multiglandulosa H. Scholz
- Eragrostis multinodis B.S. Sun & S. Wang
- Eragrostis multipes S. Moore
- Eragrostis multipilosa Hochst. ex Mattei
- Eragrostis multispicula Kitag.
- Eragrostis namaquensis Nees ex Schrad.
- Eragrostis nardoides Trin.
- Eragrostis natalensis Hack.
- Eragrostis nebulosa Stapf
- Eragrostis neesii Trin.
- Eragrostis neomexicana Vasey ex L.H. Dewey
- Eragrostis nervosa Hochst.
- Eragrostis nevinii Hance
- Eragrostis nigerica A. Chev.
- Eragrostis nigra Nees ex Steud.
- Eragrostis nigricans (Kunth) Steud.
- Eragrostis niihauensis Whitney
- Eragrostis nilgiriensis
- Eragrostis nindensis Ficalho & Hiern
- Eragrostis nitida Link
- Eragrostis niwahokori Honda
- Eragrostis novo-caledonica Jedwabn.
- Eragrostis nutans (Retz.) Nees ex Steud.
- Eragrostis oblonga (Moench) Baumg.
- Eragrostis obtusa Munro ex Stapf
- Eragrostis obtusiflora (E. Fourn.) Scribn.
- Eragrostis oldfieldii Domin
- Eragrostis olida Lazarides
- Eragrostis oligostachya Launert ex Cope
- Eragrostis olivacea K. Schum.
- Eragrostis olmedoi (Kunth) Steud.
- Eragrostis omahekensis De Winter
- Eragrostis orcuttiana Vasey
- Eragrostis oreophila L.H. Harv.
- Eragrostis orientalis Trin.
- Eragrostis orthoclada Hack.
- Eragrostis owariensis (P. Beauv.) Steud.
- Eragrostis oxylepis (Torr.) Torr.
- Eragrostis palisoti T. Durand & Schinz
- Eragrostis pallens Hack.
- Eragrostis pallescens Hitchc.
- Eragrostis pallida Vasey
- Eragrostis palmeri S. Watson
- Eragrostis palustris Zon
- Eragrostis panamensis J. Presl
- Eragrostis paniciformis (A. Braun) Steud.
- Eragrostis panicoides (J. Presl) Steud.
- Eragrostis paniculata (Roxb.) Steud.
- Eragrostis panormitana Lojac.
- Eragrostis pappiana (Chiov.) Chiov.
- Eragrostis pappii Gand.
- Eragrostis papposa (Roem. & Schult.) Steud.
- Eragrostis paradoxa Launert
- Eragrostis parviflora (R. Br.) Trin.
- Eragrostis parviglumis Hochst. ex Steud.
- Eragrostis parvula Steud.
- Eragrostis pascua S.M. Phillips
- Eragrostis passa Rendle
- Eragrostis pastoensis (Kunth) Trin.
- Eragrostis patens Oliv.
- Eragrostis patenti-pilosa Hack.
- Eragrostis patentissima Hack.
- Eragrostis patula (Kunth) Steud.
- Eragrostis pauciflora Trin. ex E. Fourn.
- Eragrostis paupera Jedwabn.
- Eragrostis pectinacea (Michx.) Nees
- Eragrostis pellucida (R. Br.) Steud.
- Eragrostis pendula Peter
- Eragrostis pennsylvanica Scheele
- Eragrostis perbella K. Schum.
- Eragrostis peregrina Wiegand
- Eragrostis perennans Keng
- Eragrostis perennis Döll
- Eragrostis pergracilis S.T. Blake
- Eragrostis perlaxa Keng ex Keng f. & L. Liu
- Eragrostis perplexa L.H. Harv.
- Eragrostis perrieri A. Camus
- Eragrostis peruviana (Jacq.) Trin.
- Eragrostis petersii Trin.
- Eragrostis petreae Lazarides
- Eragrostis petrensis Renvoize & Longhi-Wagner
- Eragrostis phaeantha C.E. Hubb.
- Eragrostis philippica Jedwabn.
- Eragrostis phleoides Hillebr.
- Eragrostis phyllacantha Cope
- Eragrostis piercei Benth.
- Eragrostis pilgeri Fedde
- Eragrostis pilgeriana Dinter ex Pilg.
- Eragrostis pilifera Scheele
- Eragrostis pilosa (L.) P. Beauv.
- Eragrostis pilosissima Link
- Eragrostis pilosiuscula Ohwi
- Eragrostis plana Nees
- Eragrostis planiculmis Nees
- Eragrostis platyphylla Rendle
- Eragrostis platystachys Franch.
- Eragrostis plumbea Scribn. ex Beal
- Eragrostis plumosa (Retz.) Link
- Eragrostis plurigluma C.E. Hubb.
- Eragrostis plurinodis Swallen ex Luces
- Eragrostis poa Stapf
- Eragrostis pobeguinii C.E. Hubb.
- Eragrostis poculiformis Cope
- Eragrostis podotricha Chiov.
- Eragrostis poecilantha Stapf
- Eragrostis pogonia Steud.
- Eragrostis polyademia Matt.
- Eragrostis polyantha Jedwabn.
- Eragrostis polymorpha Roem. & Schult.
- Eragrostis polyneura Jedwabn.
- Eragrostis polysperma Peter
- Eragrostis polytricha Nees
- Eragrostis porosa Nees
- Eragrostis potamophila Lazarides
- Eragrostis praetermissa L.H. Harv.
- Eragrostis pringlei Mattei
- Eragrostis procera (Roxb.) Steud.
- Eragrostis procerier Rendle
- Eragrostis procumbens Nees
- Eragrostis prolifera (Sw.) Steud.
- Eragrostis propinqua Steud.
- Eragrostis psammodes Trin.
- Eragrostis psammophila S.M. Phillips
- Eragrostis pseudoacrotricha C.E. Hubb.
- Eragrostis pseudohispida Napper
- Eragrostis pseudonigra Mattei ex Borzi
- Eragrostis pseudopoa C.E. Hubb.
- Eragrostis pseudosclerantha Chiov.
- Eragrostis pseudoteff Peter
- Eragrostis puberula Steud.
- Eragrostis pubescens (R. Br.) Steud.
- Eragrostis pubiculmis Jedwabn.
- Eragrostis pulchella Parl.
- Eragrostis pulchra S.C. Sun & H.Q. Wang
- Eragrostis pumila A. Chev.
- Eragrostis punctata (L. f.) Link ex Steud.
- Eragrostis punctiglandulosa Cope
- Eragrostis pungens Schweinf.
- Eragrostis purpurascens (Spreng.) Schult.
- Eragrostis purpureo-pedicillata De Wild.
- Eragrostis purpusii Jedwabn.
- Eragrostis pusilla Hack.
- Eragrostis pycnantha (Phil.) Parodi ex Nicora
- Eragrostis pycnostachys Clayton
- Eragrostis pygmaea De Winter
- Eragrostis quadriflora Rendle
- Eragrostis quinquenervis B.S. Sun & S. Wang
- Eragrostis quintasii Gand.
- Eragrostis quitensis Trin.
- Eragrostis racemosa (Thunb.) Steud.
- Eragrostis rahmeri Phil.
- Eragrostis ramosa Hack.
- Eragrostis rankingi F.M. Bailey
- Eragrostis rara Domin
- Eragrostis raynaliana Lebrun
- Eragrostis reflexa Hack.
- Eragrostis refracta (Muhl. ex Elliott) Scribn.
- Eragrostis rejuvenescens Rendle
- Eragrostis remotiflora De Winter
- Eragrostis reptans (Michx.) Nees
- Eragrostis retinens Hack. & Arechav.
- Eragrostis retinorrhoea Steud.
- Eragrostis rhachitricha Hochst. ex Miq.
- Eragrostis rigida (Vasey) Scribn.
- Eragrostis rigidifolia Schweinf.
- Eragrostis rigidior Pilg.
- Eragrostis rigidiuscula Domin
- Eragrostis riobrancensis Judz. & P.M. Peterson
- Eragrostis riparia (Willd.) P. Beauv.
- Eragrostis rivalis H. Scholz
- Eragrostis robusta Stent
- Eragrostis rogersii C.E. Hubb.
- Eragrostis rojasii Hack.
- Eragrostis rotifer Rendle
- Eragrostis rottleri Stapf
- Eragrostis rubens (Lam.) Hochst. ex Miq.
- Eragrostis rubida B.S. Sun & S. Wang
- Eragrostis rubriginosa Trin.
- Eragrostis rufescens Schrad. ex Schult.
- Eragrostis rufinerva L.C. Chia
- Eragrostis rupestris (Roem. & Schult.) Steud.
- Eragrostis sabinae Launert
- Eragrostis sabulicola Pilg. ex Jedwabn.
- Eragrostis sabulosa (Steud.) Schweick.
- Eragrostis salzmannii Steud.
- Eragrostis sambiranensis A. Camus
- Eragrostis santapaui K.G. Bhat & Nagendran
- Eragrostis sapini De Wild.
- Eragrostis saresberiensis Launert
- Eragrostis sarmentosa (Thunb.) Trin.
- Eragrostis saxatilis Hemsl.
- Eragrostis scabra Phil.
- Eragrostis scabriflora Swallen
- Eragrostis scaligera Salzm. ex Steud.
- Eragrostis schimperi (Hochst. ex A. Rich.) Benth.
- Eragrostis schultzii Benth.
- Eragrostis schweinfurthiana Jedwabn.
- Eragrostis schweinfurthii Chiov.
- Eragrostis sclerantha Nees
- Eragrostis sclerochlaena Chiov.
- Eragrostis sclerophylla Trin.
- Eragrostis scopelophila Pilg.
- Eragrostis scotelliana Rendle
- Eragrostis scribneriana Hitchc.
- Eragrostis secunda Nees ex Steud.
- Eragrostis secundiflora J. Presl
- Eragrostis seineri Jedwabn.
- Eragrostis seminuda Trin.
- Eragrostis senegalensis Nees
- Eragrostis sennii Chiov.
- Eragrostis sericata Cope
- Eragrostis serpula Chiov.
- Eragrostis sessilispica Buckley
- Eragrostis seticaulis Chiov.
- Eragrostis setifolia Nees
- Eragrostis setulifera Pilg.
- Eragrostis sicula (Jacq.) K. Koch
- Eragrostis silveana Swallen
- Eragrostis simplex Scribn.
- Eragrostis simpliciflora (J. Presl) Steud.
- Eragrostis singuaensis Pilg.
- Eragrostis solida Nees
- Eragrostis soratensis Jedwabn.
- Eragrostis sororia Domin
- Eragrostis spartinoides Steud.
- Eragrostis speciosa (Roem. & Schult.) Steud.
- Eragrostis spectabilis (Pursh) Steud.
- Eragrostis spicata Vasey
- Eragrostis spicigera Cope
- Eragrostis spinosa (L. f.) Trin.
- Eragrostis sporoboloides J.G. Sm. & Bush
- Eragrostis sporostachya (Coss. & Durieu) Coss. & Dur. in Lange
- Eragrostis squamata (Lam.) Steud.
- Eragrostis stagnalis Lazarides
- Eragrostis stapfii De Winter
- Eragrostis starosselskyi Grossh.
- Eragrostis stenoclada J. Presl
- Eragrostis stenophylla Hochst. ex Miq.
- Eragrostis stenosoma Peter
- Eragrostis stenostachya (R. Br.) Steud.
- Eragrostis stenothyrsa Pilg.
- Eragrostis stentiae Bremek & Oberm.
- Eragrostis sterilis Domin
- Eragrostis stolonifera A. Camus
- Eragrostis stolzii Gilli
- Eragrostis striata Nees
- Eragrostis stricta (Roth) Steud.
- Eragrostis strigosa Anderss. ex Peters
- Eragrostis suaveolens A.K. Becker ex Claus
- Eragrostis subaeguiglumis Renvoize
- Eragrostis subaristata Chase
- Eragrostis subatra Jedwabn.
- Eragrostis subglandulosa Cope
- Eragrostis subsecunda (Lam.) E. Fourn.
- Eragrostis subtilis Lazarides
- Eragrostis subtriflora (Ohwi) Ohwi
- Eragrostis subulata Nees
- Eragrostis sudanica A. Chev.
- Eragrostis sudans Griseb.
- Eragrostis superba Peyr.
- Eragrostis swallenii Hitchc.
- Eragrostis sylviae Cope
- Eragrostis taffzagra Steud.
- Eragrostis tatarica (Fisch. ex Griseb.) Nevski
- Eragrostis tef (Zuccagni) Trotter
- Eragrostis tenax (Kunth) Steud.
- Eragrostis tenella (L.) P. Beauv. ex Roem. & Schult.
- Eragrostis tenellula (Kunth) Steud.
- Eragrostis tenuiflora Rupr. ex Steud.
- Eragrostis tenuifolia (A. Rich.) Hochst. ex Steud.
- Eragrostis tenuis Steud.
- Eragrostis tenuissima Schrad. ex Nees
- Eragrostis tephrosanthos Schult.
- Eragrostis terecaulis Renvoize
- Eragrostis terrestris Keng
- Eragrostis theinlwinii Bor
- Eragrostis thollonii Franch.
- Eragrostis thunbergiana Steud.
- Eragrostis thunbergii Franch.
- Eragrostis thyrsoidea Hillebr.
- Eragrostis timorensis Henrard
- Eragrostis tincta S.M. Phillips
- Eragrostis trachyantha Cope
- Eragrostis trachycarpa (Benth.) Domin
- Eragrostis trachyphylla Pilg.
- Eragrostis tracyi Hitchc.
- Eragrostis transvaalensis Gand.
- Eragrostis tremula Hochst. ex Steud.
- Eragrostis trepidula C.E. Hubb.
- Eragrostis triangularis Henrard
- Eragrostis trichocolea Hack. & Arechav.
- Eragrostis trichocordia Gilli
- Eragrostis trichodes (Nutt.) Alph. Wood
- Eragrostis trichophora Coss. & Durieu
- Eragrostis trichophylla Benth.
- Eragrostis tridentata Cope
- Eragrostis triflora Ekman
- Eragrostis trimucronata Napper
- Eragrostis triquetra Lazarides
- Eragrostis tristis Jedwabn.
- Eragrostis triticea (C. Presl) Steud.
- Eragrostis truncata Hack.
- Eragrostis turgida (Schumach.) De Wild.
- Eragrostis udawnensis Ohwi
- Eragrostis uniglumis Hack.
- Eragrostis uninervia (J. Presl) Steud.
- Eragrostis uniolae Nees
- Eragrostis unioloides (Retz.) Nees ex Steud.
- Eragrostis unionis Steud.
- Eragrostis urbaniana Hitchc.
- Eragrostis urvillei Steud.
- Eragrostis usambarensis Napper
- Eragrostis uvida Lazarides
- Eragrostis uzondoiensis Sánchez-Ken
- Eragrostis vacillans Rendle
- Eragrostis vahlii (Roem. & Schult.) Nees
- Eragrostis valida Pilg.
- Eragrostis vallsiana Boechat & Longhi-Wagner
- Eragrostis vanderystii De Wild.
- Eragrostis vansonii Bremek. & Oberm.
- Eragrostis variabilis (Gaudich.) Hook. & Arn.
- Eragrostis variegata Welw. ex Rendle
- Eragrostis vatovae (Chiov.) S.M. Phillips
- Eragrostis velutina Schrad.
- Eragrostis venustula Launert ex Cope
- Eragrostis vernix Boechat & Longhi-Wagner
- Eragrostis verticillata (Cav.) P. Beauv.
- Eragrostis viguieri A. Camus
- Eragrostis villamontana Jedwabn.
- Eragrostis villosipes Jedwabn.
- Eragrostis vinicolor A. Chev.
- Eragrostis virescens J. Presl
- Eragrostis virginica (Zuccagni) Steud.
- Eragrostis virletii E. Fourn.
- Eragrostis viscosa (Retz.) Trin.
- Eragrostis volgensis Roshev.
- Eragrostis volkensii Pilg.
- Eragrostis vulcanica Jedwabn.
- Eragrostis vulgaris Coss. & Germ.
- Eragrostis wahowensis Trin.
- Eragrostis walkeri Stapf
- Eragrostis walteri Pilg.
- Eragrostis warburgii Hack.
- Eragrostis warmingii Hack.
- Eragrostis weberae Peter
- Eragrostis weberbaueri Pilg.
- Eragrostis weigeltiana (Rchb.) Bush
- Eragrostis welwitschii Rendle
- Eragrostis whitneyi Fosberg
- Eragrostis wightiana (Nees ex Steud.) Benth.
- Eragrostis willdenowiana Nees ex Hook. & Arn.
- Eragrostis wilmaniae C.E. Hubb. & Schweick.
- Eragrostis wilmsii Stapf
- Eragrostis wolgensis Roshev.
- Eragrostis xerophila Domin
- Eragrostis yemenica Schweinf.
- Eragrostis yucatana L.H. Harv.
- Eragrostis zeylanica Nees & Meyen
- Eragrostis × pseud-obtusa De Winter

Selon World Register of Marine Species (9 juin 2016) :
- Eragrostis elliottii S. Watson, 1890
- Eragrostis secundiflora J. Presl, 1830

### Liste des espèces, sous-espèces et variétés
Selon NCBI (9 juin 2016) :
- Eragrostis airoides
- Eragrostis aspera
- Eragrostis atrovirens
- Eragrostis australasica
- Eragrostis bahiensis
- Eragrostis barrelieri
- Eragrostis bicolor
- Eragrostis biflora
- Eragrostis boinensis
- Eragrostis botryodes
- Eragrostis canescens
- Eragrostis capensis
- Eragrostis capuronii
- Eragrostis chapelieri
- Eragrostis chloromelas
- Eragrostis cilianensis
- Eragrostis ciliaris
- Eragrostis curtipedicellata
- Eragrostis curvula
- Eragrostis cylindrica
- Eragrostis cylindriflora
- Eragrostis dentifera
- Eragrostis desertorum
- Eragrostis dielsii
- Eragrostis echinochloidea
- Eragrostis elegantissima
- Eragrostis elliottii
- Eragrostis eriopoda
- Eragrostis exasperata
- Eragrostis ferruginea
- Eragrostis gangetica
- Eragrostis grandis
- Eragrostis gummiflua
- Eragrostis heteromera
- Eragrostis humbertii
- Eragrostis humidicola
- Eragrostis hypnoides
- Eragrostis intermedia
- Eragrostis japonica
- Eragrostis kennedyae
- Eragrostis kiwuensis
- Eragrostis lanicaulis
- Eragrostis lateritica
- Eragrostis lehmanniana
  - variété Eragrostis lehmanniana var. lehmanniana
- Eragrostis lugens
- Eragrostis lurida
  - sous-espèce Eragrostis lurida subsp. contracta
- Eragrostis macilenta
- Eragrostis mexicana
  - sous-espèce Eragrostis mexicana subsp. mexicana
  - sous-espèce Eragrostis mexicana subsp. virescens
- Eragrostis minor
- Eragrostis multicaulis
- Eragrostis namaquensis
- Eragrostis neesii
- Eragrostis nigra
- Eragrostis nigricans
- Eragrostis nindensis
- Eragrostis nutans
- Eragrostis obtusa
- Eragrostis obtusiflora
- Eragrostis orcuttiana
- Eragrostis paniciformis
- Eragrostis papposa
- Eragrostis parviflora
- Eragrostis pastoensis
- Eragrostis patens
- Eragrostis patentipilosa
- Eragrostis pectinacea
  - variété Eragrostis pectinacea var. pectinacea
- Eragrostis pergracilis
- Eragrostis pilgeri
  - sous-espèce Eragrostis pilgeri subsp. ancashensis
- Eragrostis pilosa
  - sous-espèce Eragrostis pilosa subsp. pilosa
- Eragrostis plana
- Eragrostis polytricha
- Eragrostis porosa
- Eragrostis racemosa
- Eragrostis reptans
- Eragrostis rigidior
- Eragrostis rotifer
- Eragrostis schweinfurthii
- Eragrostis secundiflora
- Eragrostis sessilispica
- Eragrostis soratensis
- Eragrostis spectabilis
- Eragrostis squamata
- Eragrostis stapfii
- Eragrostis superba
- Eragrostis tef
- Eragrostis tenella
- Eragrostis tenuifolia
- Eragrostis tremula
- Eragrostis trichocolea
- Eragrostis trichophora
- Eragrostis truncata
- Eragrostis unioloides
- Eragrostis walteri
- Eragrostis weberbaueri
- Eragrostis x pseudo-obtusa